# Кременчук
Кременчу́к (МФА: [kremenˈt͡ʃuk] ( прослухати)) — місто в Полтавській області України, адміністративний центр Кременчуцького району.
Населення становить 224 тисячі осіб (2024), за цим показником посідає 31-ше місце в Україні. Постановою Кабінету Міністрів України від 26 липня 2001 року місто увійшло до списку історичних населених місць України.
Місто розташоване в зоні помірного континентального клімату в межах Придніпровської низовини та середньої течії річки Дніпра на лівому та правому її берегах, у центральній частині України за 115 км від обласного центру міста Полтави та 290 км від столиці України міста Києва. Територія становить 9600 га. Адміністративно місто поділене на два райони: Автозаводський (лівобережна частина) та Крюківський (правобережна та частково лівобережна).
Кременчук — великий індустріальний центр Центральної України, друге за величиною місто Полтавської області. На сьогодні у місті функціонує 86 промислових підприємств, 58 будівельних організацій різних форм власності та близько 14 тисяч суб'єктів підприємницької діяльності. Загальна сума зборів та податків, зібраних у Кременчуці та районі за перші 11 місяців 2011 року, — 9,2 мільярда гривень.

## Походження назви
За найпоширенішою версією назва міста походить від тюркського слова «керменчик», що у перекладі означає «невелика фортеця». Словосполучення «кермен» (фортеця) «чик» (кордон, межа) дослівно з татарської перекладається і як «прикордонна фортеця». Саме як «Керменчик» згадана переправа через річку Дніпро в районі сучасного міста у документі 1550 року. Назва ця досить часто трапляється на всій території історичного поширення тюркських топонімів.
Згідно з версією Ф. Миколайчика, назва міста також має тюркське походження — від татарського «кер», або «кир», що означає пагорб.
Серед інших припущень — патронімічна легенда про походження назви від імені міфічного засновника — козака (або рибалки) Кременя. Також існує легенда про те, що у старі часи, коли тут пропливали торговельні човни, стерновий, помітивши гранітні пороги, вигукував: «Кремінь! Чув?» (згодом це словосполучення переросло у теперішню назву).
У староукраїнській та діаспорній літературі зустрічається назва міста «Кремінчук».

## Символіка
Офіційно затвердженими символами Кременчука є герб та прапор.

Емблема до 440-річчя Кременчука (автор О. Манько)

Емблема до 440-річчя Кременчука (автор С. Брилев)

Прапором Кременчука є прямокутне полотнище зі співвідношенням сторін 1:1, що складається з трьох горизонтальних смуг — синьої, білої та синьої (співвідношення 2:1:2). Прапор ілюструє географічне положення міста: біла смуга означає річку Дніпро, яка протікає через місто. Прапор був затверджений 21 вересня 1995 року на сесії міської ради. Герб прийнятий 21 вересня 1995 року та, як і прапор, ілюструє географічне положення міста, але Дніпро означає срібна смуга. Щит обрамований декоративним картушем і увінчаний срібною міською короною з трьома вежками.
З нагоди 440-річчя міста, яке відзначалося у 2011 році, мерія влаштувала конкурс на найкращий логотип до ювілею міста. Було зібрано 61 роботу, у яких учасники поєднували символи міста — «КрАЗ», Гонг Миру, Крюківський міст. Емблему Олександра Манька визначили найкращою, роботу Сергія Брильова — другою.
Неофіційним гімном Кременчука є пісня «Мій Кременчук — місто моє».
День міста відзначається 29 вересня у день визволення Кременчука від нацистських загарбників під час Другої світової війни.

## Географія

### Розташування та фізична географія
Місто розташоване в зоні помірного континентального клімату в межах Придніпровської низовини і середньої течії Дніпра на лівому та правому її берегах, у центральній частині України за 115 км від обласного центру Полтави (автошлях E584), 290 км від столиці України Києва і 180 км від географічного центру України — Мар'янівки. Територія становить 9600 га.
Місцевість являє собою горбувату рівнину, розділену Дніпром на дві частини: лівобережну низинну і правобережну з ярово-балковою рельєфною системою.
Лівобережна частина міста знаходиться в роздлубаних болотами й озерами річищах Дніпра і його притоки — Сухого Кагамлика. Тільки на північному сході підіймається невисокий пагорб — Піщана гора, складений із пісків другої бортової тераси Дніпра.
Правобережна частина, Крюків, розташована на півострові, утвореному річищем Домахою, куди впадали річки Крюків і Гнила, а з іншої — широкою затокою річки Семова. Долини цих сильно заболочених річок були природними межами у яких розвивався Крюків. За декілька кілометрів від Дніпра здіймається Деївська гора, невелика система пагорбів, урочищ і ярів. Тут знаходиться найвища точка Полтавської області — курган, на якому встановлено пам'ятник солдатам, які загинули у перші дні оборони міста від німців у Другій Світовій. Його висота — 204 м над рівнем моря. У той час як висота нижніх частин міста приблизно 40 м.
Кременчук та його околиці займають унікальну в природному відношенні ділянку Придніпров'я. На лівому та правому берегах Дніпра — забудови Кременчука, а поміж ними, у долині річки, збереглися до нашого часу типові та рідкісні напівприродні різноманітні екосистеми — Кременчуцькі плавні та різні за площею острови з лісовими, лучними та водно-болотними угіддями.
Зелені масиви міста представлені у вигляді парків і скверів (понад 15), розташованих в різних частинах міста, різновікових соснових насаджень у північно-східній частині околиць, прилеглих до міста островів, а також вуличних та внутрішньоквартальних насаджень.
На території міста знаходяться п'ять об'єктів природно-заповідного фонду, у тому числі один загальнодержавного значення (Білецьківські плавні, що входить до регіонального ландшафтного парку «Кременчуцькі плавні») та чотири — місцевого (острів Стрілечий-2, Балка Широка, острів Стрілечий-4, Скеля — гранітний реєстр).
У геоструктурному відношенні верхня частина Кам'янського водосховища, у межах якої знаходяться право- та лівобережна частини Кременчука, розміщена на стику двох геологічних структур — Українського кристалічного масиву та Дніпровсько-Донецької западини. У геологічній будові беруть участь породи пізнього докембрію протерозойського еону Українського кристалічного масиву, на еродованій поверхні яких залягають товща відкладень палеогенової та четвертинної системи.
Кристалічні породи пізнього докембрію представлені гранітами, гранітогнейсами та гнейсами, їхня верхня зона (30-50 м) місцями тріщинувата. Одним з найвищих залягань гранітів спостерігається у прибережній частині міста біля Річкового вокзалу, де виходить на поверхню (Скеля — гранітний реєстр), де їхні абсолютні позначки досягають 64-65 м і вздовж південної частини правобережжя (Крюків), де вони утворюють рогоподібне підняття та куполоподібні підняття, що досягають 63-70 абсолютної висоти.

### Клімат

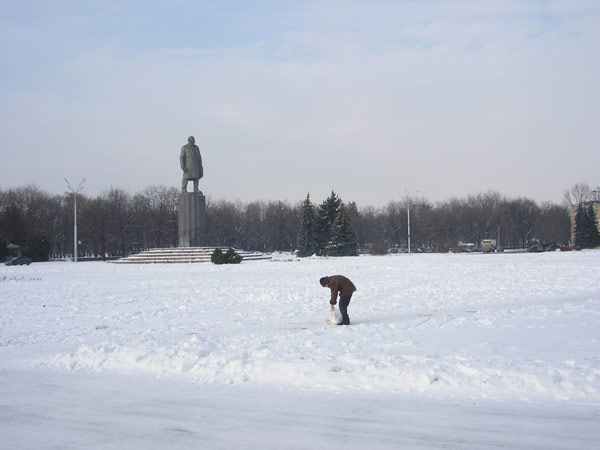
Площа Перемоги (2007 рік).

Клімат — помірно-континентальний. Зима м'яка з переважно похмурою погодою і частими відлигами. Морози зазвичай невеликі. Абсолютний мінімум — в січні −35 °C. Тривалість безморозного періоду в регіоні в різні роки сильно змінюється і коливається від 155 до 183 днів. Літо тепле, в окремі роки спекотне та посушливе. Дні з мінливою хмарністю та слабким вітром; ночі ясні та прохолодні. Абсолютний максимум температури зареєстрований в липні-серпні +37 °C. Середньорічна температура +8-12 °C.
Вітри на території міста, як і регіону в цілому, не відзначаються постійністю характеристик. Але спостереження свідчать про певну закономірність в їх характері та поширенні. Більшу частину року, з жовтня до квітня, переважають вітри східного та південно-східного напрямків, у теплий період року, з травня по серпень західного напрямку. Середня швидкість вітру за рік 4-5 м/сек. Взимку і в перехідні сезони бувають вітри з підвищеними швидкостями 6-10 м/сек. Найбільші швидкості вітру можливі раз за 20 років — 28-29 м/с, за рік — 20-22 м/с. Штилі бувають частіше влітку, ніж взимку.
При низькій вологості та сильному вітрі можуть виникати пилові бурі, які частіше бувають в період з березня по вересень.
Опади випадають у вигляді короткочасних злив, нерідко з грозами й вітрами. Середньорічна кількість атмосферних опадів на території міста становить 565 мм з коливанням по роках від 320 до 720 мм. Основна їх кількість (близько 70 %) припадає на період з квітня по жовтень. Особливістю літніх гроз у Кременчуці є те, що при переході з одного берега Дніпра на інший, вони слабшають. Тому на лівому березі може бути сильна злива, а на правому — сухо, хоча відстань між цими частинами міста не перевищує кілометра. Відносна вологість повітря досягає найбільшої величини в зимові місяці — 87 %, найменшої в літні — 48 %, середньорічна — 65 %.
Створення Кременчуцького та Кам'янського водосховищ вплинуло на клімат міста та прилеглого регіону: збільшилась вологість; відсутні постійний сніговий та льодовий покрови, взимку переважають опади у вигляді дощу зі снігом та мокрим снігом.
| Клімат Кременчука            | Клімат Кременчука | Клімат Кременчука | Клімат Кременчука | Клімат Кременчука | Клімат Кременчука | Клімат Кременчука | Клімат Кременчука | Клімат Кременчука | Клімат Кременчука | Клімат Кременчука | Клімат Кременчука | Клімат Кременчука | Клімат Кременчука |
| Показник                     | Січ.              | Лют.              | Бер.              | Квіт.             | Трав.             | Черв.             | Лип.              | Серп.             | Вер.              | Жовт.             | Лист.             | Груд.             | Рік               |
| Абсолютний максимум, °C      | 11,1              | 17,3              | 22,4              | 29,1              | 33,6              | 35,0              | 39,4              | 39,9              | 33,8              | 29,4              | 23,2              | 14,7              | 39,9              |
| Середня температура, °C      | −4,3              | −3,3              | 1,3               | 8,9               | 15,1              | 18,3              | 19,5              | 18,9              | 13,8              | 7,9               | 1,8               | −2                | 8,0               |
| Абсолютний мінімум, °C       | −31,1             | −32,2             | −24,9             | −10,4             | −2,4              | 2,4               | 5,8               | 3,3               | −2,9              | −17,8             | −21,9             | −30               | −32,2             |
| Норма опадів, мм             | 42                | 33                | 29                | 39                | 51                | 68                | 63                | 53                | 42                | 38                | 33                | 37                | 528               |
| ---------------------------- | ----------------- | ----------------- | ----------------- | ----------------- | ----------------- | ----------------- | ----------------- | ----------------- | ----------------- | ----------------- | ----------------- | ----------------- | ----------------- |
| Джерело: температура повітря |                   |                   |                   |                   |                   |                   |                   |                   |                   |                   |                   |                   |                   |

### Екологія
Місто Кременчук з його промисловістю є центром урбанізації регіону, проявляє значний вплив на довкілля внаслідок викиду забрудників На обліку у відділенні комунальної гігієни перебувають близько 100 підприємств, які здійснюють викиди шкідливих речовин в атмосферне повітря. Близько 95 % викидів підприємств припадає на 9 з них: АТ «Укртатнафта», ВАТ «Кременчуцький завод технічного вуглецю», Кременчуцька ТЕЦ, ВАТ «Кременчуцький колісний завод», ХК «АвтоКрАЗ», ВАТ «Сталеливарний завод», концерн «Крюківський вагонобудівний завод», ВАТ «Кредмаш».
Валовий обсяг викиду забрудників в атмосферну у м. Кременчуці є найбільшим серед населених пунктів Полтавської області (97 % усіх промислових та побутових відходів області приходяться на Кременчук). Щільність викиду забрудників території міста у 2006 році становить — майже 320 т/км².
Оцінка стану атмосферного повітря проводиться цілодобово на чотирьох стаціонарних постах спостереження у місті Кременчуці. Спостереження ведеться за концентраціями основних, характерних для підприємств міста забрудників.
За даними спостережень стан забруднення поверхневих водних об'єктів оцінюється як помірний для Кам'янського водосховища (сезонне перевищення ГДК за 2—3 компонентами), за винятком літнього періоду з несприятливими метеорологічними умовами, та значний для всіх малих річок міста. В забруднення останніх основний внесок роблять скиди неочищених дощових вод з території міста. Також значну роль відіграє відсутність процесів самоочищення з причини порушення природного гідрологічного режиму. Скид стічних вод здійснюється через локальні очисні споруди. Загальний скид стічних вод у місті знаходиться в межах 42—47 млн м3 на рік.
26 лютого 2006 року була затверджена міською радою програма впровадження роздільного збору та сортування твердих побутових відходів на території міста Кременчука. У 2008—2009 роках придбало 880 депо-контейнерів для роздільного збору ТПВ місткістю 3,2 м³ та автомобілі для їх обслуговування. З наявних контейнерів, використовується половина через брак обслугових автомобілів.

## Історія
Перші поселення на території сучасного Кременчука були у V—III тисячолітті до н. е.

### Заснування
Офіційною датою заснування Кременчука, за згадкою в хроніці Йоахима Бельського (який продовжував історичну працю свого батька Мартина Бельського), вважають 1571 (дату цю у XIX ст. спопуляризувала «Історія Малоросії» Миколи Марковича). У Бельського згадка Кременчука навіяна проєктом 1590 р., коли польський король видав наказ про побудову тут фортеці, куди також планували вивести козаків з Запоріжжя, аби менше конфліктували з турками.
З історіографії XIX ст. (за непідтвердженою джерельно згадкою литовського історика Теодора Нарбута) походить версія про заснування Кременчука (1390—1420 рр.) великим литовським князем Вітовтом.
Джерельно засвідчене безперервне існування Кременчука як повноцінного міста (а не осередку уходництва, згадуваного ще за ревізією Черкаського замку 1552 р.) лише з 1635 р., коли польський король Владислав IV Ваза надав йому магдебурзьке право.
Утім, деякі[які?] дослідники, відштовхуючись від археологічних даних про проживання людей на території сучасного Кременчука, відстоюють києворуський родовід міста.

### Козацька доба

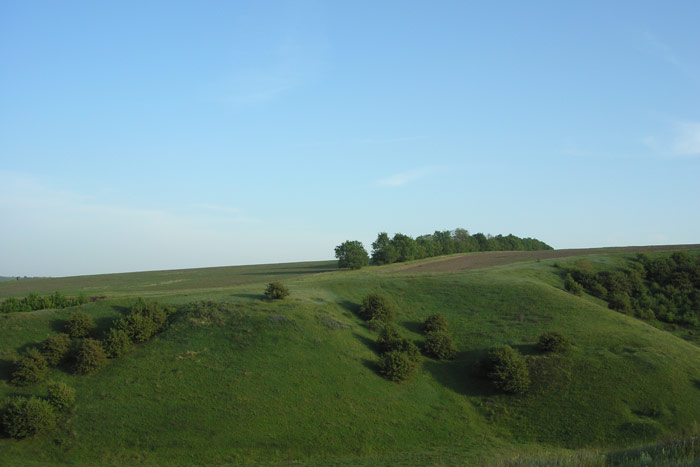
Деївська гора.

Період кременчуцької історії з 1571 по 1764 роки з повним правом можна назвати козацьким, адже козаки від часів давнього Черкаського староства і до територіальних полків Гетьманщини (Чигиринського, Миргородського, Лубенського і Полтавського) лишалися на Кременчуччині провідною верствою населення.
Ще 1550 р. відомий інтелектуал і патріот Великого князівства Литовського, який писав під псевдонімом Михалон Литвин, пропонував Кременчук під базу «річкових загонів», які здатні були ефективно заблокувати одну з популярних татарських переправ.
1561 р. черкаський староста князь Михайло Вишневецький разом зі своїм відомішим двоюрідним братом князем Дмитром Вишневецьким (Байдою) при Пивських Горах (себто на правому березі Дніпра проти гори Пивихи) розбив значний загін білгородських татар на чолі з Рудашем.
1590 р. королівський уряд видав Миколаю Язловецькому розпорядження про будівництво фортеці в урочищі Кременчука чи іншому зручному місці, куди мали переселити козаків з Запоріжжя, аби вони менше дратували турків. Хоча проєкт цей швидко заглух, але пам'ять про Кременчук як місце однієї з козацьких Січей зберігалася довго (ще наприкінці XIX ст. засвідчені фольклорні перекази про цей «первісний» осідок запорожців).
1625 р. на Курукові або Крукові (тоді урочище на березі «озера» себто затоки-невеличкої притоки Дніпра) відбулася фінальна битва козацької війни з урядом Речі Посполитої, яка завершилася компромісом (Куруківська угода), що вперше узаконила постійний козацький реєстр (6-тисячний).
1635 р. план Кременчуцької фортеці накреслив на місці французький військовий інженер Ґійом Левассер де Боплан, автор «Опису України». Особливе стратегічне значення Кременчука визначалося тим, що саме звідси Дніпро переставав розгалужуватись і плинув «єдиним коритом» до Запоріжжя (отже місце було зручним для нагляду за запорожцями, таким собі другим Кодаком). Відтак, не дивно що початок повстання під проводом Якова Острянина (Остряниці) 1638 р. ознаменувався захопленням Кременчука повстанцями-запорожцями.
1649 р. Зборівський 40-тисячний реєстр затвердив Кременчук сотенним містечком правобережного Чигиринського полку. З 1661 по 1666 роки — центр Кременчуцького полку. Але з 1663 року, коли місто взяли штурмом (крім замку) та вирізавши приблизно три тисячі мешканців та спаливши війська гетьмана І. Брюховецького, місто занепадає.

### Російська імперія
Новий підйом Кременчука починається наприкінці 1730-х років, у зв'язку з колонізаційним рухом на Правобережжя («Задніпровські місця») та зацікавленнями російської регулярної армії (яка будує тут свої армійські склади).
1764 року у зв'язку з утворенням Новоросійської губернії Кременчук виведено з-під юрисдикції Гетьманщини. Місто стає столицею нової губернії, місцевих козаків добровільно-примусово записують у пікінери (до складу Дніпровського пікінерного полку).
Цей час ознаменувався зародженням у місті промисловості. У Кременчуці засновується ливарний, збройовий заводи, корабельня, засновано селітровий завод, панчішну та шкіряну фабрику. Розвивається торгівля, роль чумацького промислу зростає настільки, що Крюків стає своєрідною «чумацькою столицею». Місто входить до всеросійського ринку[джерело?].

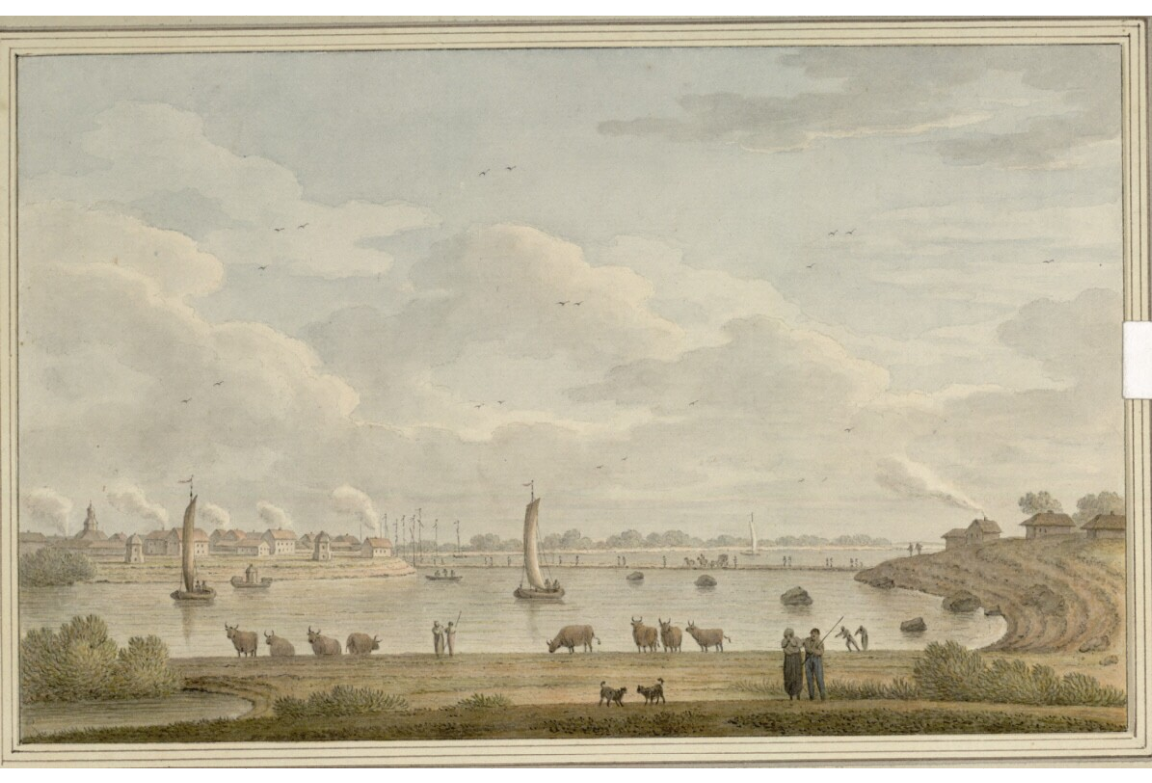
Гравюра Герніха Мюнца 1781 року

Із середини 1760-х років починає працювати одна з перших в Україні друкарень. 1754 року на березі Дніпра відкривається митниця. Під час епідемії чуми 1784 року доктор медицини Д. Самійлович проводить дослідження цієї хвороби[джерело?]. Д. Биков-Поздняков уславлює своє ім'я винаходами машин і пристроїв для підйому суден, пропозиціями в галузі суднобудування тощо[джерело?]. С. Романовський стає одним із перших винахідників підводного човна та водолазного спорядження[джерело?].

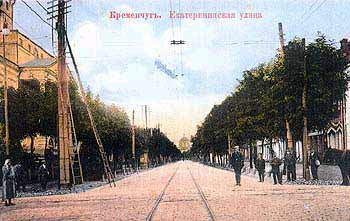
Вулиця Катерининська. Кін XIX — поч. XX ст.

З 1786 року командувачем Кременчуцьким гарнізоном призначається О. В. Суворов. 1787 року по приїзді в Кременчук Катерини II художник В. Боровиковський розписує палац. Закладаються корабельні, відкривається перша в Росії консерваторія, директором якої був знаменитий італійський композитор Дж. Сарті. За проєктом архітектора Д. Кваренгі споруджується соборний храм (згодом знищений радянською владою).

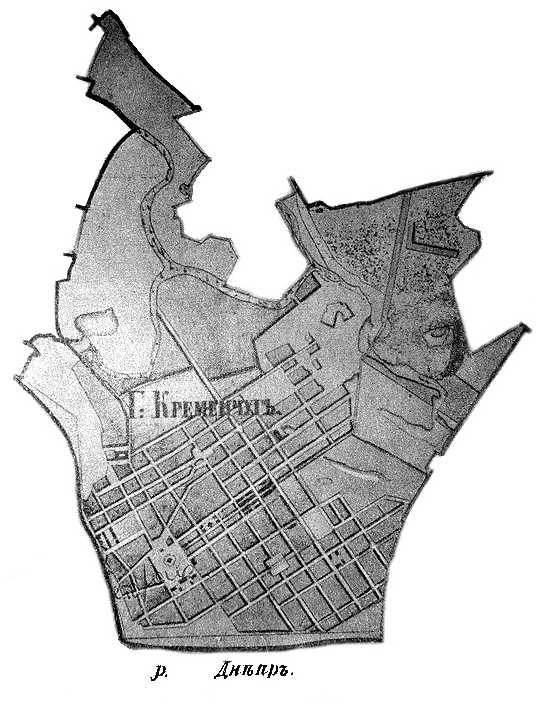
План міста, кінець XVIII ст.

1798 року Кременчук отримує свій герб.
З відкриттям пароплавного сполучення (1850 рік), будівництвом залізниці та мосту через Дніпро (1872 рік) розширюється торгівля. Це дало повне право професору Ю. Янсону так оцінити торгове значення Кременчука: «На всім Дніпрі між порогами та гирлом Прип'яті немає місця важливішого в торговому відношенні, ніж Кременчук».
Завдяки вигідному географічному положенню, розвитку торгівлі Кременчук протягом першої половини XIX сторіччя перетворюється на найбільше промислове місто Полтавської губернії. Провідна роль у промисловому виробництві належить переробним галузям. Діють пивоварні, медоварні, канатні заводи, млини, круподерні, винокурні. Успішно розвивається суконна промисловість, деревообробна, тютюново-махоркова.
З'являються нові підприємства: вагонні майстерні (зараз Крюківський вагонобудівний завод), механічний завод (зараз Кредмаш). 1899 року завдяки Бельгійському акціонерному товариству в Кременчуці з'являється електричний трамвай.
За кількістю населення, торговим обігом, промисловим потенціалом Кременчук на початку XX сторіччя входить до першого десятку найбільших українських міст. Розподіл населення в місті за мовою в той час (перепис 1897 року): українська — 30,1 %, російська — 19,3 %, єврейська — 46,9 %, польська — 1,7 %, німецька — 0,7 %, інші — 0,2 %.
У місті на той час працювало близько 100 промислових підприємств, а населення становило 63 тисячі.

### Українська визвольні змагання
Визвольні змагання у Кременчуці характеризуються частою зміною влади (подекуди кожного місяця), зниженням кількості населення принаймні на третину, погіршенням економічного стану, епідеміями холери, іспанського грипу.
Після Лютневої революції влада у місті перейшла до Ради робітничих депутатів, яку контролювала РСДРП. Головою Ради, а потім і міської думи став більшовик Георгій Лапчинський. Після Жовтневого перевороту влада залишилась у більшовиків. Отже, і депутатами до Всеукраїнського з'їзду Рад у Київ на початку грудня були обрані переважно більшовики (Александров, Галинський, Лапчинський, Люксембург)..
5 січня 1918 року розпочався загальний наступ радянських військ під керівництвом М. Муравйова. 21 (9) січня було окуповано Кременчук. У середині місяця місто було відвойоване військами УНР. Але вже 26 січня 1918 року більшовицькі війська знову захопили Кременчук.
9 (22) січня 1918 року IV універсалом було проголошено незалежність України, після якого було укладено з країнами Четверного Союзу мир. 25 березня 1918 року німці разом з українськими військами ввійшли до Кременчука. 30 листопада 1918 року після капітуляції Німеччини, німецький гарнізон залишив місто. 28 листопада (11 грудня) 1918 року влада у місті переходить до представників Директорії.
21 січня 1919 р. у Кременчуці завершилося розгортання Кінного дивізіону ім. Петра Дорошенка 2-ї Республіканської дивізії Армії УНР на Кінний полк ім. Петра Болбочана, перейменованого згодом на Кінний полк Чорних Запорожців.
У середині січня 1919 року Запорізький корпус зазнав поразки в боях за Харків і Полтаву. У цьому було звинувачено командувача Петра Болбочана і 22 січня Омелян Волох, що прибув із Києва узяв його під варту, відправив до Києва і сам обійняв посаду командувача корпусу. 1 лютого 1919 року Кременчук зайняла дивізія РРФСР, очолювана Барабашем.
В період 7-го по 20 травня 1919 року містом володіли війська отамана Григор'єва. З 10 серпня по 20 грудня 1919 року Кременчук захопили денікінці. Залишаючи місто, вони підірвали міст через Дніпро.. З 20 грудня 1919 року місто захопили більшовики.

### Радянський період

#### Ранній СРСР

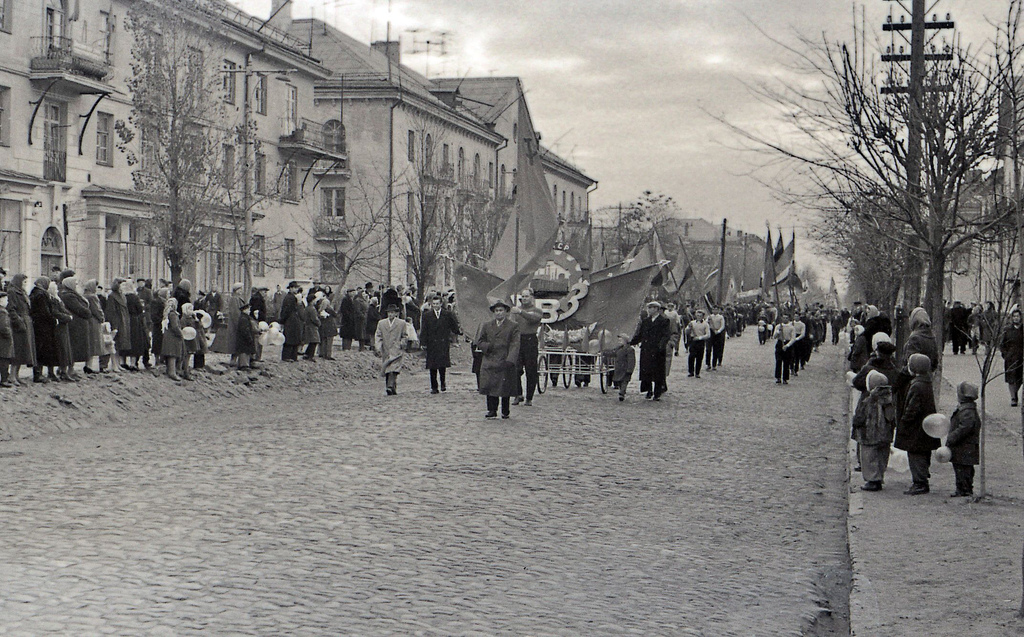
Демонстрація в Крюкові.

У березні 1920 року була сформована повітова і карна міська міліція. 20 липня 1920 року Кременчуцький повіт був поділений на три райони з райцентрами у Градизьку, Потоках та Глобиному. 30 липня 1920 року була утворена Кременчуцька губернія.
За перше десятиріччя нової влади Кременчук відроджує статус великого промислового центру. Будуються заново або реконструюються понад 60 промислових підприємств. Крюківські вагонні майстерні виростають у вагонобудівний завод, великих перетворень зазнає 2-й механічний завод, що починає випускати дорожню техніку. На березі Дніпра збудована потужна суконна фабрика. Будуються беконна, макаронна фабрики, а також швейна, взуттєва та трикотажна.
На 1930-ті припадають голод і репресії.
Під час Голодомору 1932—33 рр. загинуло 497 осіб. У 1930 — 1940-ві роки у Кременчуці від репресій постраждало понад 2000 людей. Проти кременчуківців НКВС-КДБ завели 544 справи, причому 277 людей затримали саме у Кременчуці. Більшість арештовували за статтею 54-10 — антирадянська пропаганда та агітація.

#### Друга світова війна
9 липня 1941 року у результаті прицільного бомбардування німецький літак зруйнував 88-метрову ферму залізничного моста через Дніпро у Кременчуці. 9 серпня 1941 року німецькі війська захопили Крюків. У Кременчуці розміщувалась 297 стрілецька дивізія, яка обороняла місто. Близько місяця місто зазнавало інтенсивного артилерійського обстрілу німецьких військ з правого, високого берега Дніпра. Німці форсували Дніпро південніше Кременчука, на що радянське командування аж ніяк не сподівалося. Місто обороняв лише один полк 297 стрілецької дивізії, який не міг протистояти чисельнішим силам ворога.
9 вересня 1941 року німецькі війська захопили місто. Згідно до німецьких документів, призначений бурґомістром Сениця-Верховський врятував багатьох євреїв, видавши їм фальшиві свідоцтва про хрещення, за що його невдовзі стратили (історики припускають, що це була не одна особа, а дві — міський голова та його заступник).
1 вересня 1942 р. місто стало центром новоутвореного Кременчуцького ґебіту. На території Кременчука було створено мережу концтаборів, за два роки окупації було розстріляно і замордовано понад 97 тисяч людей. На місці одного з колишніх таборів тепер споруджено меморіал «Вічно Живим». Близько 10 тисяч кременчуківців вивезені на роботи до Німеччини.
Під час війни діяло 8 антинацистських груп, що об'єднували близько 400 осіб.
29 вересня 1943 року, після триденних боїв, місто зайняли радянські війська. Житловий фонд міста було зруйновано на 95 %, було знищено 93 промислові підприємства, усі культурно-просвітницькі та навчальні заклади, залізницю, електростанцію, міст через Дніпро. Загальна сума збитків становила понад 1 мільярд карбованців.
До Книги Пам'яті України занесені імена 6210 кременчуківців.

#### Післявоєнні роки

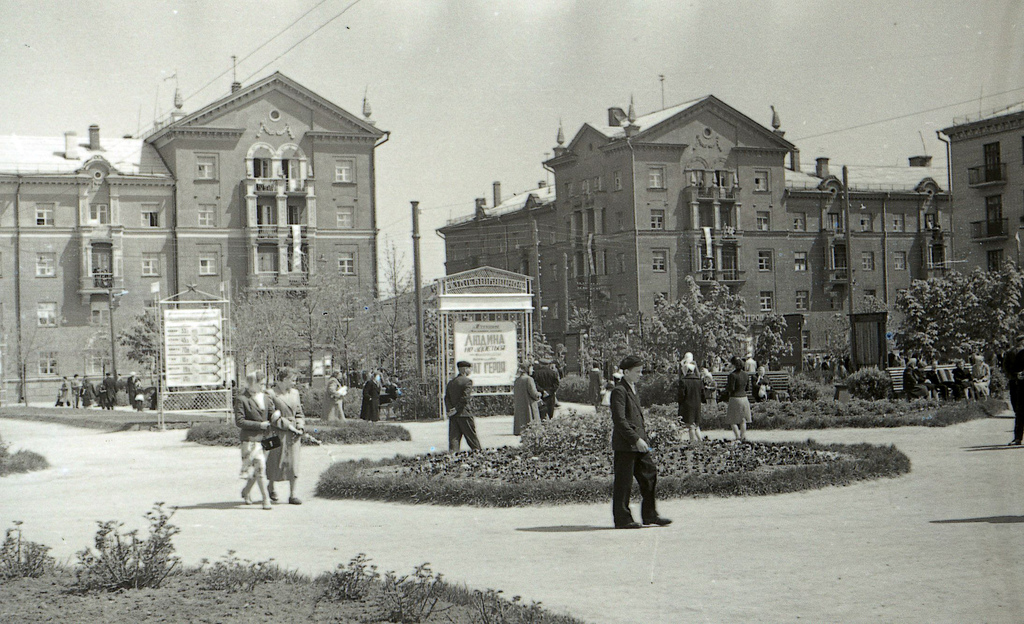
Центральний сквер, зараз сквер ім. Олега Бабаєва, 60-ті роки

1949 року на старих биках було збудовано новий міст — Крюківський, замість того, що був знищений. Після Другої світової війни швидким темпом розвивалася важка промисловість. Три кременчуцькі машинобудівні заводи: автомобільний (КрАЗ), вагонобудівний (КВБЗ) та шляхових машин («Кредмаш») стали основою промисловості міста. У 1959 р. було випущено перші вантажівки на «КрАЗі». У сусідньому Світловодську побудована Кременчуцька гідроелектростанція.
29 грудня 1965 р. Великокохнівську селищну раду передано у підпорядкування Кременчуцькому міськвиконкому.
В період 1960 — 1980-х років у Кременчуці було збудовано цілий комплекс хімічних підприємств, найпотужнішу в області ТЕЦ, один з найпотужніших в Європі нафтопереробний завод (КНПЗ), Завод технічного вуглецю. З'явилися нові житлові масиви, вулиці, проспекти, парки, сквери, кінотеатри, палаци культури, бібліотеки. Побудовано новий мікрорайон Кременчука Молодіжний.
Значне місце у промисловості посідає виробництво будівельних матеріалів. Розвинуті харчова та легка промисловість. 1959 року стала до роботи Кременчуцька ГЕС.
Розвивалися освітні заклади. Працювали філіал Харківського політехнічного інституту, 6 середніх навчальних закладів, 11 профтехучилищ, 4 палаци культури, близько 20 клубів та будинків культури, 5 кінотеатрів.

### Незалежна Україна

#### Кінець XX— початок XXI століття
Після розпаду СРСР економічна ситуація в місті погіршала.
28 грудня 1995 було засновано Кременчуцький автоскладальний завод.
За даними Всеукраїнського перепису населення 2001 року у місті Кременчук проживало близько 234 000 осіб.
Під час «ленінопаду» та декомунізації в Україні 24 лютого 2014 року у місті офіційно демонтовано два пам'ятники Леніну — на центральній площі міста і біля прохідної Крюківського вагонобудівного заводу на вулиці Приходька.
Під час адміністративної реформи 2020 року, 19 липня місто стає адміністративним центром Кременчуцького району, а також Кременчуцької територіальної громади. Того ж року, з початком пандемії COVID-19, станом на 21 березня 2021 року, було виявлено 23 872 випадки захворювання, з яких 22 659 завершилися одужанням, а 720 — летально.

#### Російсько-українська війна
Під час російського вторгнення в Україну 2022 року місто кілька разів обстріляла російська армія. Так, 2 квітня 2022 року під авіаційні обстріли потрапив Кременчуцький НПЗ і навколишні склади паливно-мастильних матеріалів. Інфраструктура підприємства знищена. 27 червня російськими військами завдано ракетного удару по торговельному центру «Амстор», що привело до масової загибелі цивільних людей. Цей терористичний акт викликав широку реакцію збоку міжнародної спільноти. Папа Римський Франциск I назвав ракетний удар останнім у низці «варварських нападів». Представник ЄС Жозеп Боррель заявив: «Це ще один жахливий акт у серії нападів на цивільних осіб та цивільну інфраструктуру з боку ЗС РФ, включаючи недавні ракетні обстріли цивільних будівель та інфраструктури в Києві та інших регіонах». Дипломат назвав продовження обстрілу мирних жителів воєнним злочином та сказав, що Росія буде притягнута до відповідальності. З приводу атаки Рада Безпеки ООН 28 червня 2022 року провела засідання щодо «підтримання миру та безпеки».
Протягом війни, до міста та району стали прибувати на тимчасове проживання вимушені переселенці з регіонів ведення активних бойових дій. Станом на 20 квітня в Кременчуці їх мешкало понад 15 000.. До 5 вересня це число збільшилося до 46 289 людей. Крім того, до Кременчука перебрався харчовий завод бренду «Danone», що раніше базувався на Херсонщині.

## Органи влади

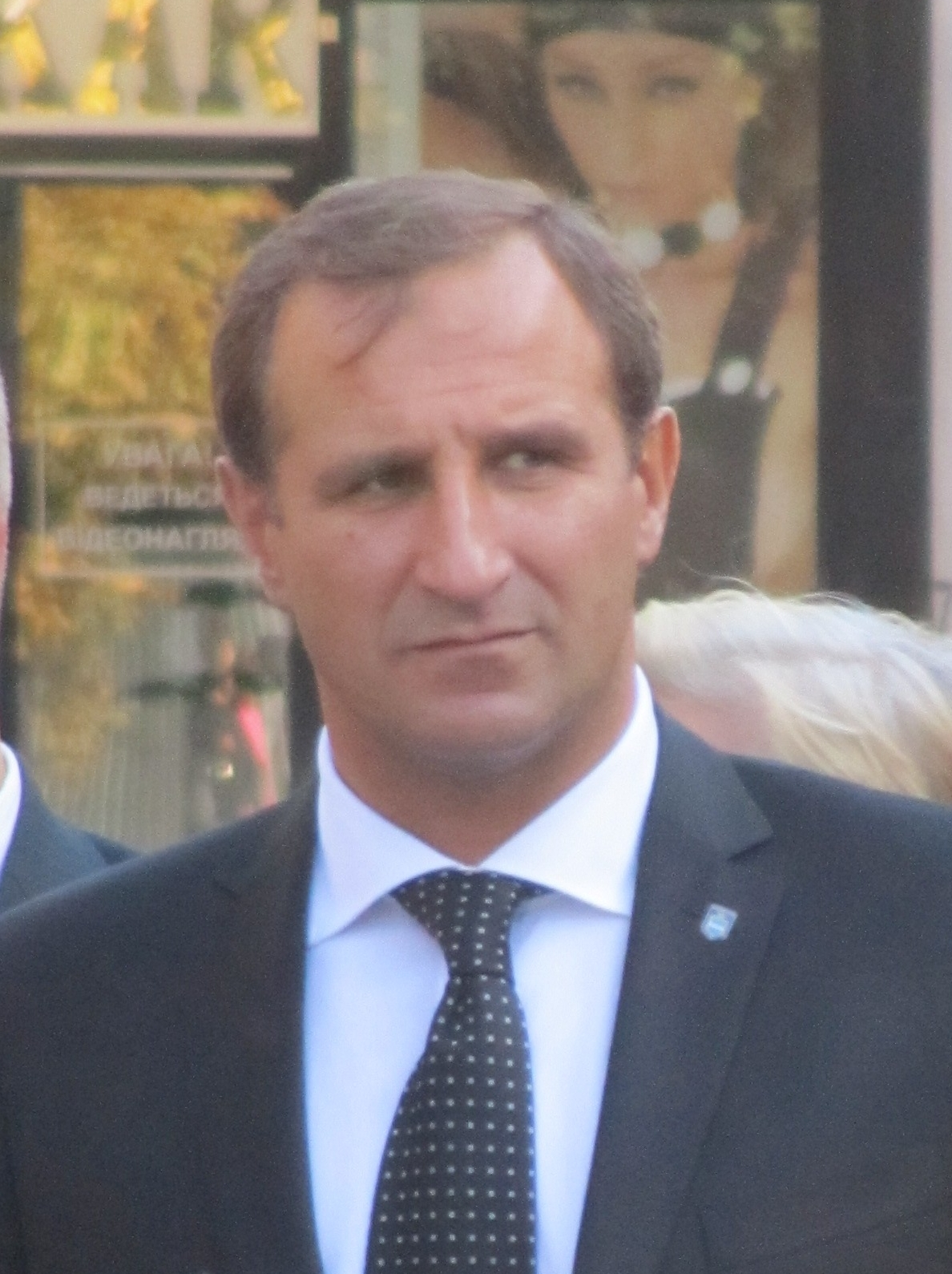
Олег Бабаєв, мер міста у 2010—2014 на святкуванні Дня міста (25 вересня 2011)

26 липня 2014 року, вранці, постріли вбивці перервали життя Народного мера Кременчука Олега Бабаєва, який за неповні чотири роки на посаді встиг чимало зробити для міста і його мешканців. Олег Бабаєв почав реформування багатьох галузей міського життя, відроджував міські парки та сквери, розвивав міські підприємства.
До складу Кременчуцької міської ради входять 60 депутатів, що обираються громадою міста терміном на 5 років.
Виконавчу владу очолює міський голова (мер) та виконавчий комітет (виконком), який складається з 12 членів, серед яких міський голова, 7 заступників міського голови, 2 голови районних рад міста, керівник справ виконкому міської ради та секретар міської ради. Виконком поділяється на 30 структурних підрозділів. В кожному адміністративному районі органом виконавчої влади є районна адміністрація.
Єдиного загальноміського органу судової влади у Кременчуці немає, натомість існує два міські районні суди та Кременчуцький районний суд, юрисдикції яких розповсюджуються на відповідні адміністративні одиниці. У місті діють 4 міськрайоргани, які підпорядковуються Кременчуцькому міському управлінню УМВС України у Полтавській області. У місті дислокована військова частина 3059 Національної гвардії України. На території міста розміщений 107-й реактивний артилерійський полк У Кременчуці діють Кременчуцька виховна колонія та виправна колонія № 69.

## Адміністративний поділ

### Райони
Місто розділене на два райони: Автозаводський район (144 тис. жителів) і Крюківський район (93 тис. жителів)
Указом Президії Верховної Ради Української РСР від 3 березня 1975 року утворено Крюківський район у м. Кременчук і ліквідовано Великокохнівську раду Кременчуцького району, а с. Велика Кохнівка включено до складу міста.
Крюківський район знаходиться не лише на правому березі (Крюків, Раківка, Кострома), а також займає частину центру із залізничним вокзалом та мікрорайони Перший, Другий і Третій занасипи.
До Автозаводського входить частина центру із міськвиконкомом, Щемилівка, Ревівка (Реївка), Новоіванівка, Чередники, Млинки-Лашки, Велика Кохнівка, селище Молодіжне).
Межа між районами проходить вулицями Небесної Сотні, Троїцька, Проспект Свободи та Європейською.

### Виборчі округи
Місто складається з виборчого округу 146 і частини виборчого округу 150. До складу 146 округу входять частина Автозаводського району (все що на південь від мікрорайону Ближнє Молодіжне) і Крюківський район. А до складу виборчого округу 150 належить частина Автозаводського району (мікрорайон Ближнє Молодіжне і все що на північ від нього) разом з містом Горішні Плавні, Глобинським і Кременчуцьким районами.

## Населення
За даними Всеукраїнського перепису населення 2001 року у м. Кременчуці на 234 тисячі осіб населення налічується більше ніж 76 тисяч молодих людей у віці від 14 до 35 років. За даними за 2001 рік частка чоловіків серед міського населення становить 108,2 тис. осіб, жінок — 125,9 тис. осіб, що у відносних показниках — 46,2 і 53,8 відсотка відповідно.
На 1 січня 2012 року в Полтавській області постійно проживало 673 600 чоловіків та 795 700 жінок. На кожну 1000 представниць жіночої статі в середньому по області припадає 846 чоловіків. За 2011 рік хлопчиків народжується більше, ніж дівчаток (на кожні 100 народжених дівчаток припадало 110 хлопчиків). Середній вік населення області на 1 січня 2012 року склав 41,7 року (у чоловіків — 38,7 року, у жінок — 44,2 року).
Віковий склад населення:
- 0-29 років — чоловіки становлять 51,4 % загальної кількості населення цієї вікової групи.
- 30-34 роки — кількість жінок перевищує 50 % і поступово збільшується.
- 70 років і старше — доля жінок становить 68,3 %.

За 2010 рік народилось 2233 і 3075 містян померло, за 2011 рік народилось 2269, що на 36 більше, та 2823 людини померли, що на 252 записи менше, ніж у 2010 році.
Частка молоді становить 24,5 % від усього населення міста.
За 2011 рік центральним РАГСом міста зареєстровано 1295 шлюбів.
Графік зміни чисельності населення Кременчука починаючи з XVIII сторіччя (Джерела: основні —, допоміжні —)

### Національний склад
Національний склад населення за даними перепису 2001 року:
| Національність  | Відсоток |
| --------------- | -------- |
| українці        | 83,07 %  |
| росіяни         | 14,79 %  |
| білоруси        | 0,58 %   |
| євреї           | 0,39 %   |
| вірмени         | 0,20 %   |
| роми            | 0,19 %   |
| інші/не вказали | 0,78 %   |

### Мовний склад
Рідна мова населення за даними перепису 2001 року:
| Мова            | Чисельність, осіб | Відсоток |
| --------------- | ----------------- | -------- |
| Українська      | 175 832           | 75,48 %  |
| Російська       | 55 778            | 23,94 %  |
| Ромська         | 320               | 0,14 %   |
| Білоруська      | 308               | 0,13 %   |
| Вірменська      | 229               | 0,10 %   |
| Румунська       | 63                | 0,03 %   |
| Болгарська      | 19                | 0,01 %   |
| Єврейська       | 17                | 0,01 %   |
| Німецька        | 13                | 0,01 %   |
| Інші/Не вказали | 381               | 0,15 %   |
| Разом           | 232 960           | 100 %    |

## Економіка

### Загальна характеристика

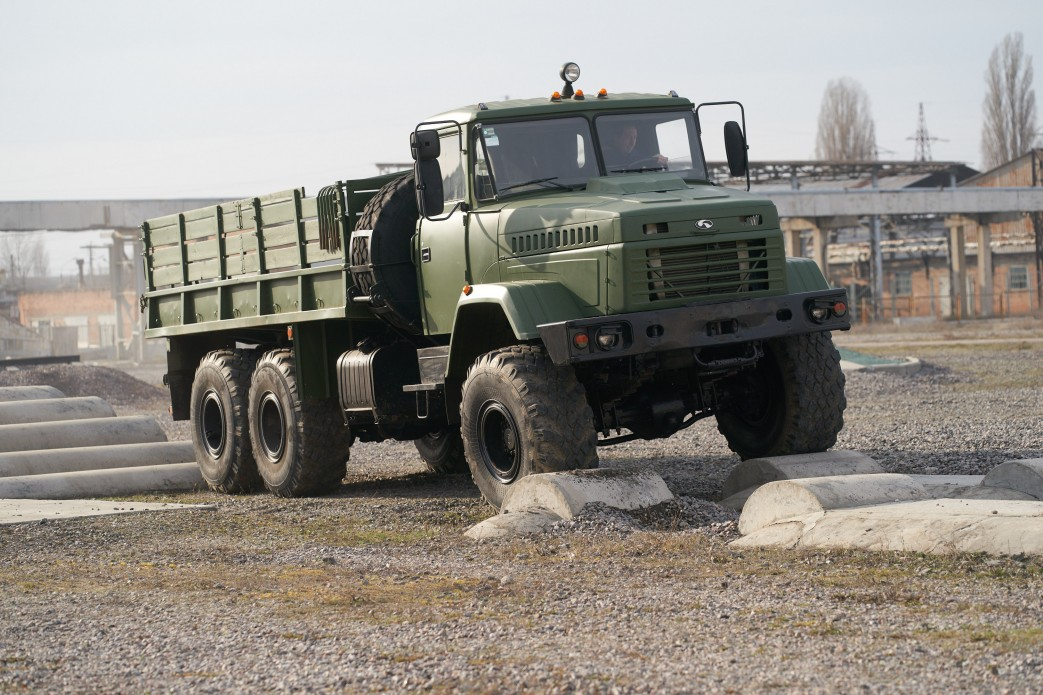
Вантажний КрАЗ-6322. Виробництво Кременчуцького автомобільного заводу.

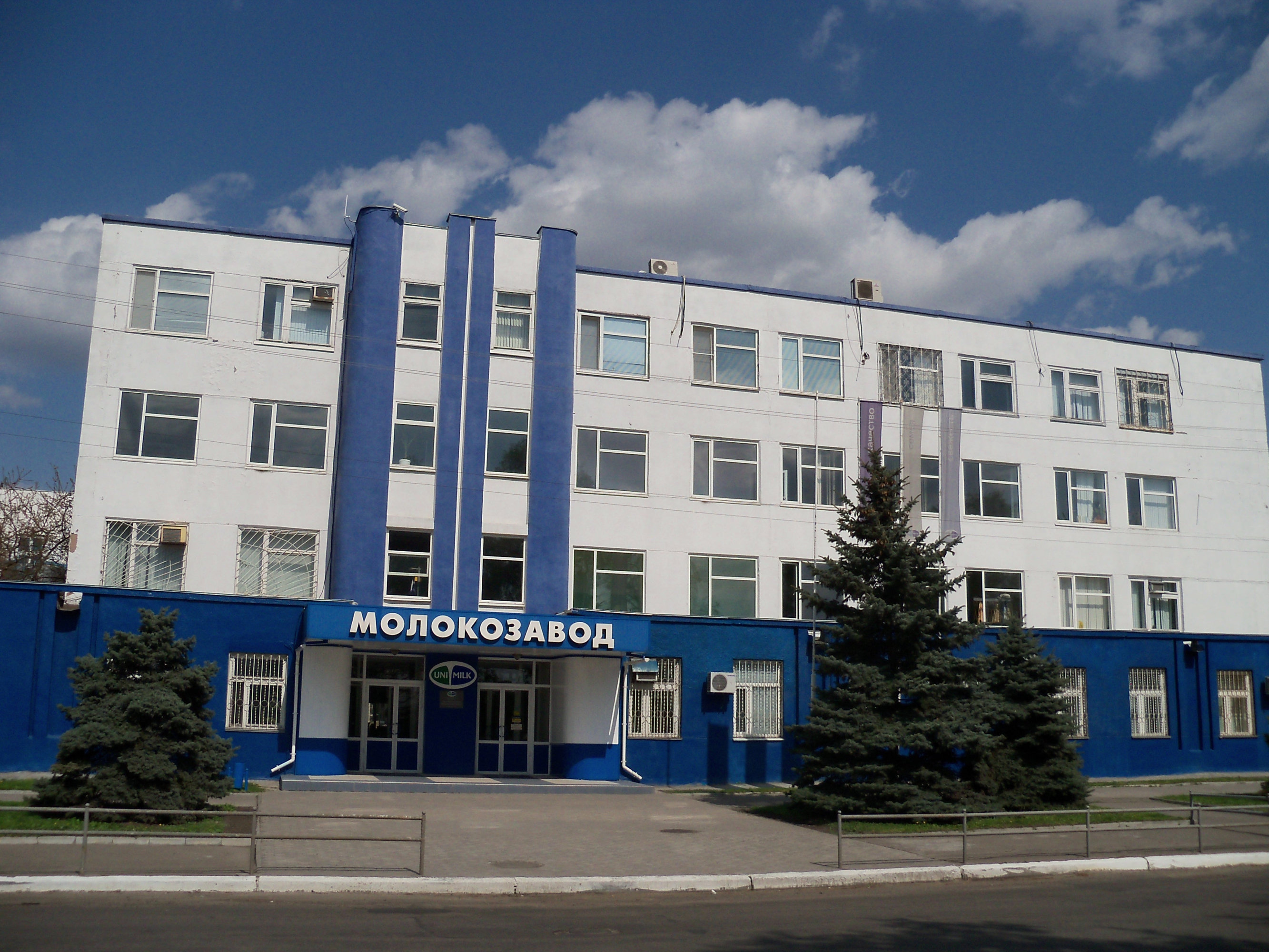
Кременчуцький молокозавод компанії «Danone». Прохідна заводу.

Кременчук — великий індустріальний центр Полтавщини. На сьогодні у місті функціонує 86 великих промислових підприємства, 58 будівельних організацій. Бюджет Кременчука та Кременчуцького району наповнюють 22342 платники податків (на 2011 рік): 5844 підприємства та 16,5 тисяч приватних підприємців. З них спрощену систему оподаткування обрали 5907 фізичних осіб і 640 підприємства. На малих підприємствах і у приватних підприємців працює понад 16,5 тисяч кременчуківців. За 11 місяців 2011 року фізичні особи сплатили до бюджету 6,5 мільйона гривень, юридичні — 3,4 мільйона гривень, що склало 0,12 % від загальної суми податків, які надійшли до бюджету. Загальна сума від зборів та податків, зібраних у Кременчуці та районі за перші 11 місяців 2011 року — 9,2 мільярда гривень. У місті залишилося 947 млн, інші гроші перераховано у державний бюджет. Основну роль у наповненні бюджету займають 12 кременчуцьких підприємств.
У місті представлені такі галузі промисловості: нафтопереробна, хімічна, машинобудівна, металургійна, металообробна, харчова, легка, будівельна тощо.
Інвестиції в місто надходять з 26 країн. За рейтингом регіонів, міст та районів України Кременчук займає 8 місце з 494 територій України.
Сьогодні в місті працює близько 1000 магазинів, 470 об'єктів ресторанного господарства, 555 об'єктів сфери послуг та 15 ринків.

### Промисловість
Промисловий потенціал налічує 89 великих підприємств з чисельністю працівників 39,4 тис. чол.
За 2009 р. суб'єктами промислової діяльності реалізовано продукції у відпускних цінах підприємств (без ПДВ і акцизу) на суму 17,06 млрд грн.

### Ринки Кременчука

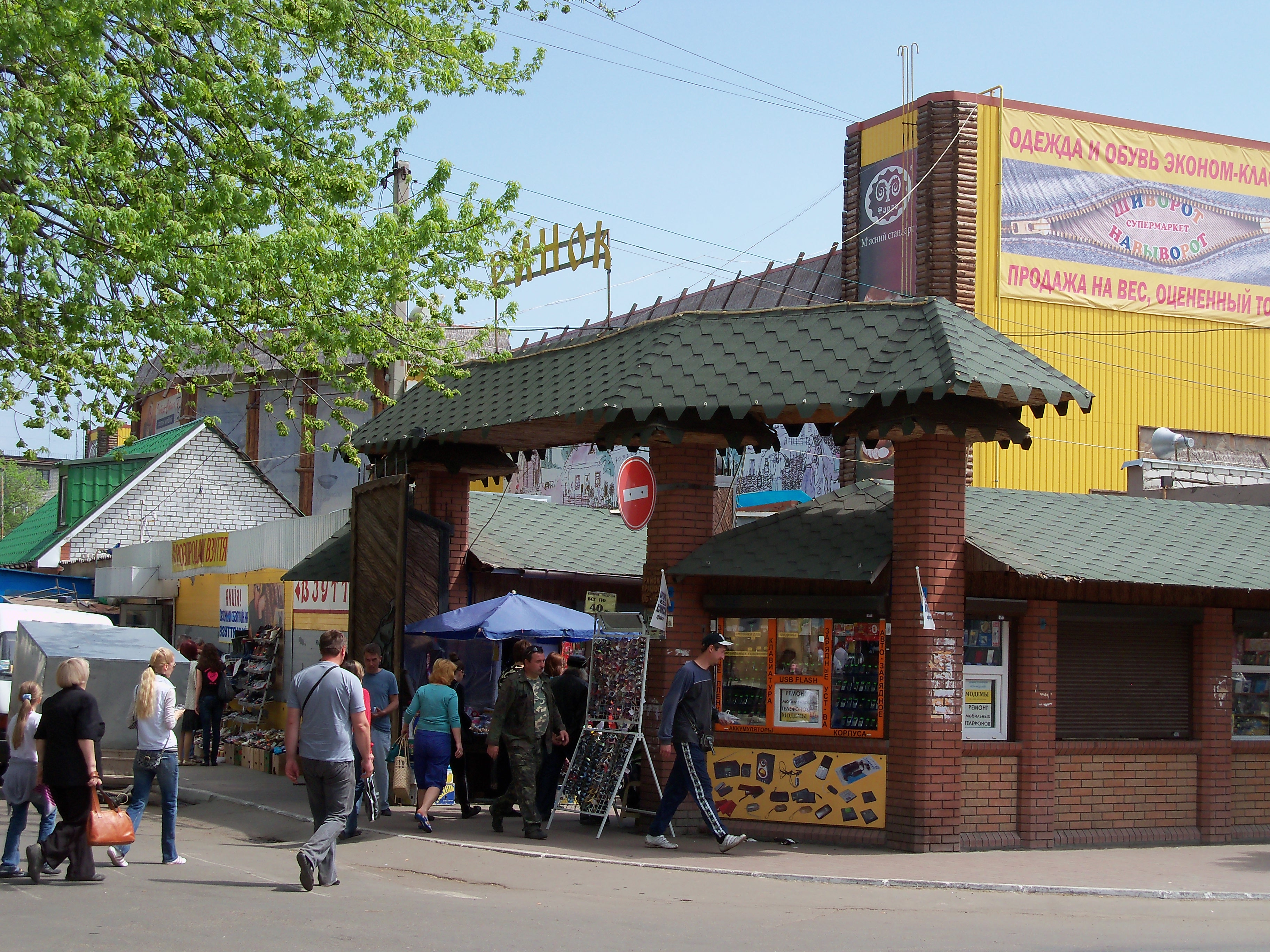
Вхід до ринку з боку перетину вулиць Павлівської та Небесної Сотні

У різні часи кількість ярмарків у місті змінювалась. Здебільшого їх було три:
- Трьохсвятительський — тривав 6 днів, з 29 січня
- Іванівський — 8 днів, з 20 червня
- Семенівський — 8 днів, з 26 серпня
- а також Христовідродженський — 6 днів, з 14 вересня у Крюкові

Наразі у місті функціонує 14 ринків. Найпопулярнішими й найбільшими є Придніпровський, Новоіванівський, Центральний ринок, Троїцький ринок, Авторинок.
З 1998 року, за ініціативою тодішнього міського голови Івана Пономаренка та Президента АСМБР Андрія Мельника, у квітні щороку Кременчуцький міськвиконком й Асоціація сприяння міжнародному бізнесу та розвитку запрошують до міста українських і закордонних підприємців, бізнесменів, дипломатів, а також народних умільців узяти участь у Міжнародній універсальній виставці-ярмарку «Чумацький шлях».

### Агломерація
Детальніше Кременчуцька агломерація
Кременчук є центром агломерації, яка налічує близько півмільйона осіб. Багато людей із навколишніх сіл, селищ, та міст працює і навчається у Кременчуці.
Кременчук тісно пов'язаний із сусідніми містами Горішніми Плавнями та Світловодськом, які були збудовані в 1961 для робітників Полтавського Гірничо-збагачувального Комбінату та Кременчуцької ГЕС відповідно. Вони знаходяться приблизно на одній відстані від Кременчука (близько 20 км).
Приміські села:
- Вільна Терешківка
- Кривуші
- Мала Кохнівка
- Піщане
- Садки
- Чечелеве
- Нова Знам'янка

## Інфраструктура

### Сфера послуг
Наразі у Кременчуці надається понад 500 видів побутових послуг і утримується тенденція до їх розширення.
На території міста функціонує близько 2,4 тисячі об'єктів підприємств торговельно-побутового призначення, із них
- магазинів — 986 у тому числі продовольчих — 365, непродовольчих — 585
- з мішаним асортиментом — 36
- гуртових — 84.

У місті представлено багато національних та місцевих магазинів різного профілю діяльності. Серед них є універсальні гіпермаркети: Fozzy, декілька будівельних — Нова Лінія, Домовий, є декілька торгових центрів (Будинок торгівлі, Мега, Галактика, Пролетарський). Загалом у місті представлені декілька загальнонаціональних та місцевих мереж: продуктових (АТБ-Маркет, Маркетопт, Оптовичок), меблевих (Світ Меблів), магазинів електроніки (Фокстрот, Комфі, Брейн, Технополіс, Алло). Також є багато місцевих магазинів та їх мереж.
- підприємств ресторанного господарства — 320

Мережа ресторанного господарства міста налічує 12,8 тисячі посадкових місць. Серед кафе[джерело?] є піцерії: «Челентано», «Фасто піцца» та інші. Також є ресторани: Україна, Метрополь, Чотири сезони; є чайні та кавові кафе (Шалє, Дім кави, Львівська майстерня шоколаду, Кофан, Рок Кава, Зерна).
- ринків — 14

Місто має багато ринків, зазвичай особливої спеціалізації вони не мають. Хоча спроби спеціалізувати ринки за групами товарів були з боку влади, але повністю це зробити не вдалось. Найпопулярнішими і найбільшими є Придніпровський, Новоіванівський, Центральний ринок, Троїцький ринок, Авторинок.
- підприємств сфери послуг — 450

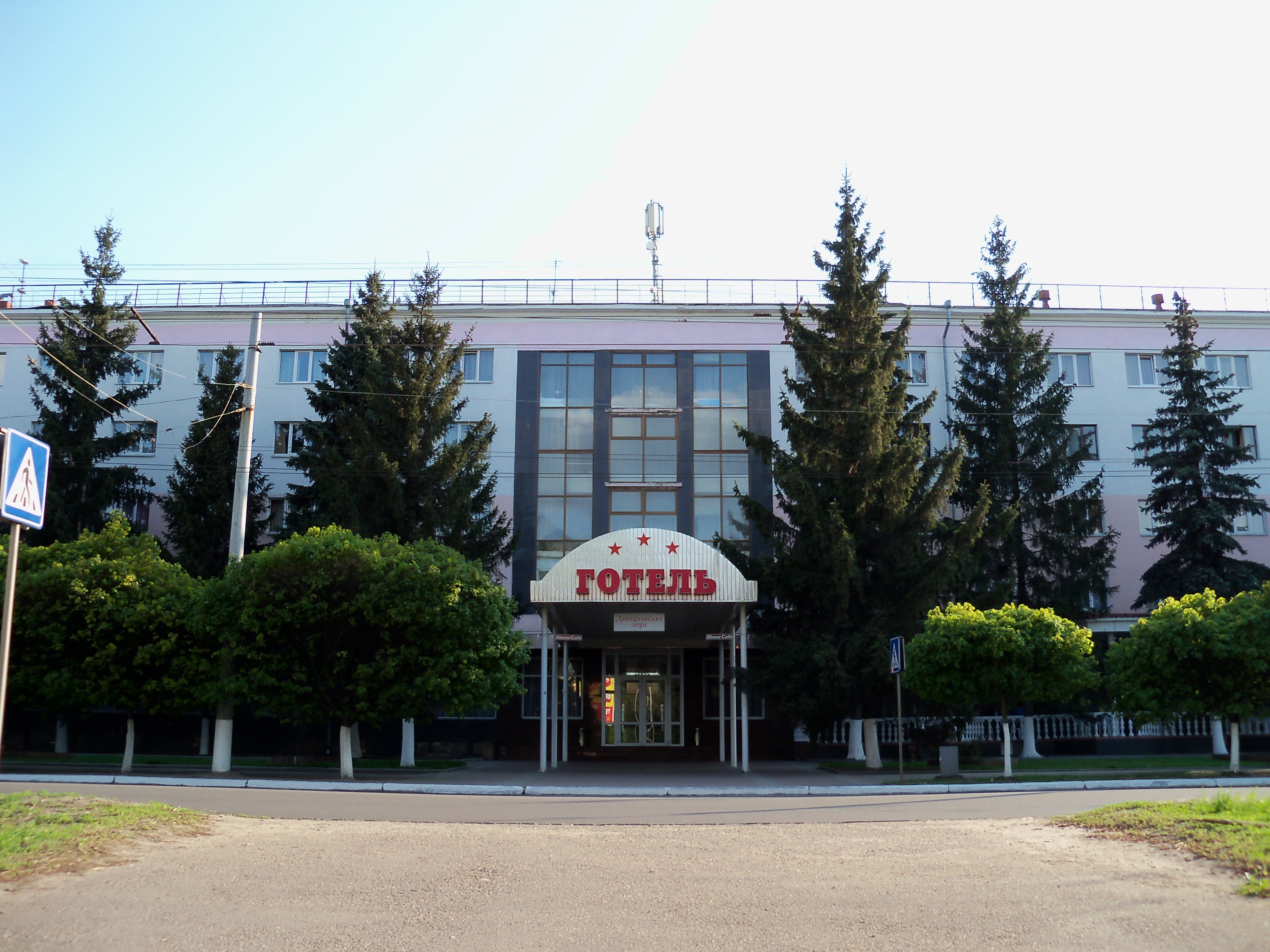
Готель «Дніпровські зорі»

Представлені кінотеатри: Кінопалац у будівлі НК Зебра, Нафтохімік у відповідному палаці культури та Галактика у відповідному ТРЦ. Є декілька нічних клубів: Джос, Зебра, Ваніль (ТРЦ Європа).
Серед кременчуцьких готелів є один чотиризірковий готель «Європейський» та декілька тризіркових: Дніпровські зорі, Кремінь, Онтаріо, Пантагрюель, Грейс.
У місті є багато банків. Є міжнародні банки (Райффайзен Банк, ОТП Банк, Ідея Банк, Credit Adricole, Укрсиббанк, Правекс Банк), національні (ПриватБанк, Ощадбанк), місцеві (Полтава-Банк).
Станом на 1 січня 2011 року мережа охорони здоров'я Кременчука складається із 14 лікарняних закладів місцевого підпорядкування та 12 закладів обласного. Також свої послуги надає багато приватних клінік. Найвідоміші з них: «Європейська медицина», «Арніка», «Віком», «Нафтохімік».

### Комунальне господарство

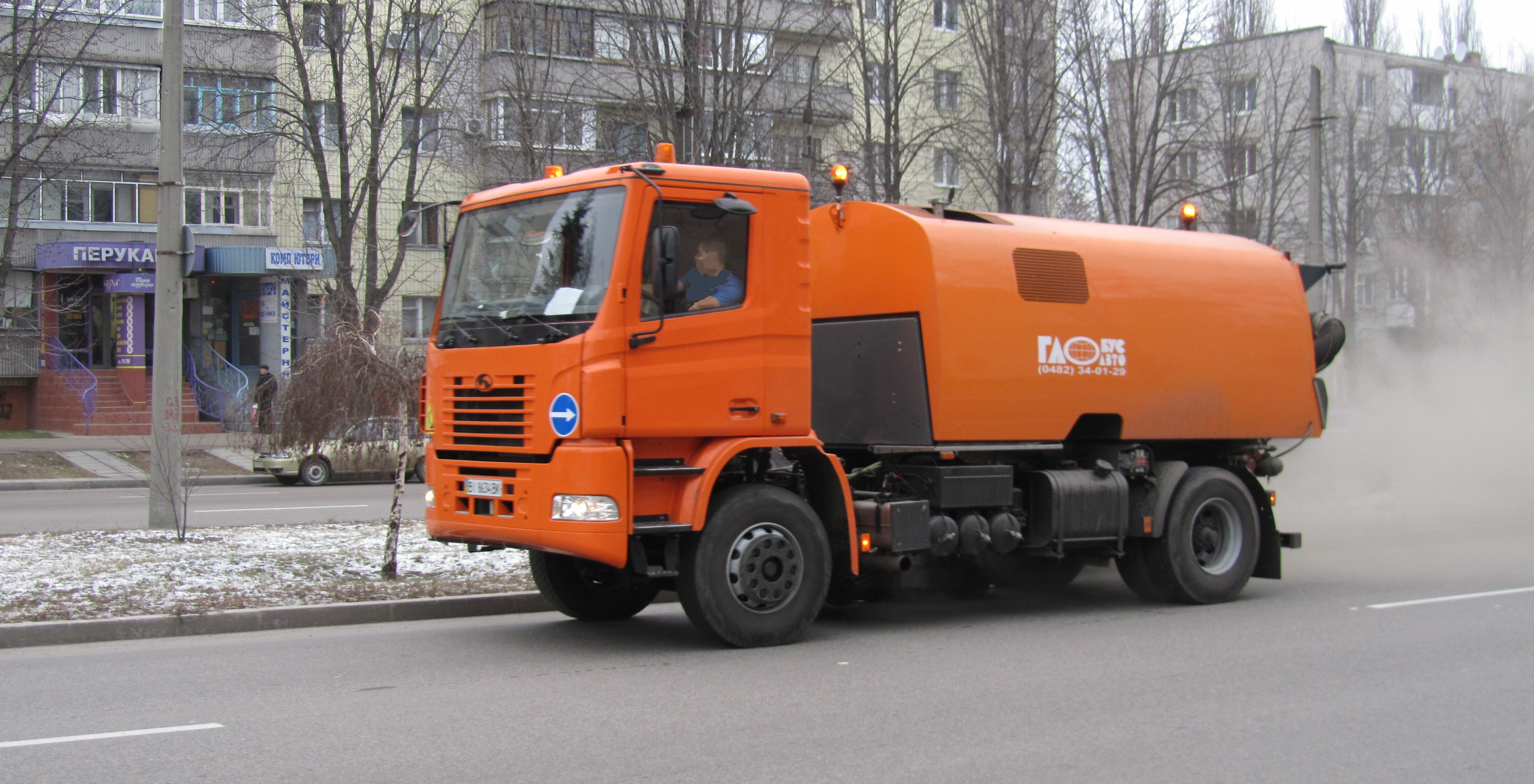
Вакуумна підмітально-прибиральна машина КрАЗ К12.2 на вулицях Кременчука.

Житлово-комунальне господарство міста Кременчука нараховує 40 підприємств, на яких працює 2300 осіб. 2011 року бюджет житлово-комунального господарства міста склав 35 мільйонів 570 тисяч гривень. Це більше, ніж минулого року, на 80,3 %. Серед підприємств:
- КАТП-1628 (Кременчуцьке автотранспортне підприємство 1628)
- КП «Міськсвітло»
- КП «КПС ШРБУ» (Кременчуцьке підрядне спеціалізоване шляхове ремонтно-будівельне управління)
- КП «КТУ» (Кременчуцьке тролейбусне управління)
- КП «Кременчукводоканал»
- КП «Теплоенерго»
- КП «СКРП» (Спецкомбінат ритуальних послуг)
- «Автозаводське» (комунальне госпрозрахункове житлово-експлуатаційне підприємство)
- «Крюківське» (комунальне госпрозрахункове житлово-експлуатаційне підприємство)
- КП «Кременчук Інвест»

Даними підприємствами виконуються роботи з озеленення, освітлення міста, його санітарному очищенню, капітального і поточного ремонту доріг, доброустрою території, капітального ремонту та поточного утримання житлового фонду тощо.
Житловий фонд, що належить до територіальної громади міста становить 65584 м², приватизовано 57670 квартир, що становить майже 90 %, не приватизованого житлового фонду залишилося близько 10 %. В комунальній власності міста налічується 1239 житлових будинків, з них — 244 будинки віком до 25 років з моменту забудови, 712 будинків віком від 25 до 50 років, 175 будинків — від 50 до 75 років, 67 будинків віком понад 75 років і 41 будинок у поганому стані.

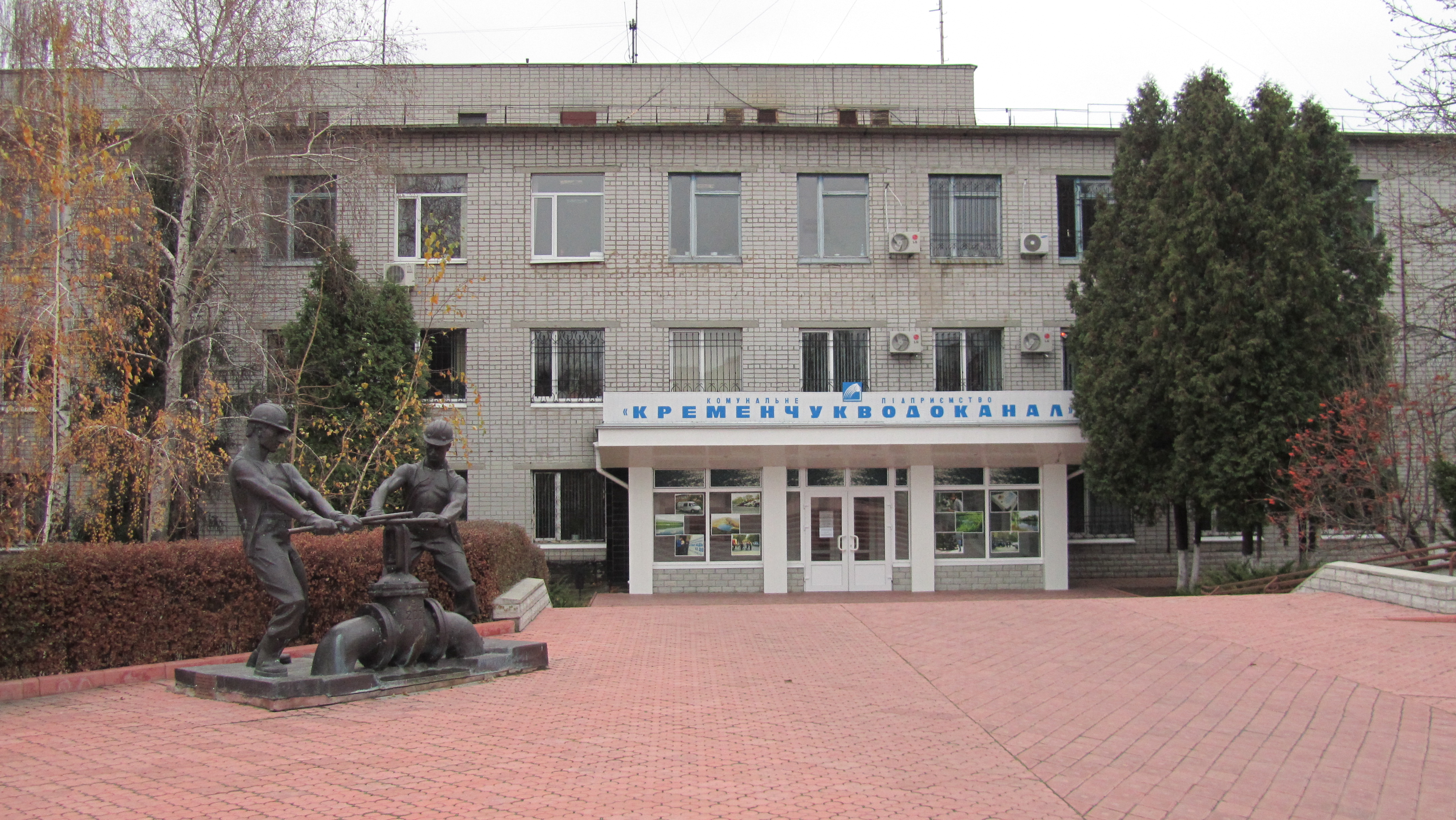
Кременчукводоканал.

Послуги водопостачання та водовідведення місту та деяким навколишнім селам надає комунальне підприємство Кременчуцький водоканал, створене ще у 1910 році (Саме тоді була пробурена перша свердловина). Водопостачання м. Кременчука здійснюється через розподільну мережу «Кременчукводоканал». Основним джерелом водопостачання є води річки Дніпро з Кременчуцького водосховища. Обробка води здійснюється на водопровідних очисних спорудах, загальною проєктною продуктивністю 150 000 м³/добу. Загальна довжина водогінної мережі м. Кременчука становить близько 423,37 км, загальна довжина каналізаційної мережі міста становить порядку 283,6 км. Функції контролю якості за станом вихідної і подаваних на господарсько-питні нестатки води здійснюються хіміко-бактеріологічними лабораторіями «Кременчукводоканалу».
Під час літніх криз з якістю води на початку 2000-х років було побудовано у житлових кварталах багато колонок для отримання питної води. Зараз на території міста розташовано 99 трубчастих колодязів, але лише з 25 колонок воду можна пити
Вуличне освітлення у Кременчуці здійснюється КП «Кременчуксвітло», на балансі якого знаходиться 1093,4 км мереж зовнішнього освітлення та 11,4 тисяч одиниць світлоточок. Постачання теплової енергії здійснює комунальне підприємство «Теплоенерго», на балансі якого знаходиться 10 квартальних та 2 дахові котельні, 49,9 км трубопроводів центрального опалення та гарячого водопостачання у 2-х трубному вимірі. Для Раківки, що розташована у правобережній частині міста, джерелом теплопостачання є ТЕЦ ВАТ «КВБЗ».

### Транспорт
Автотранспорт
Міський

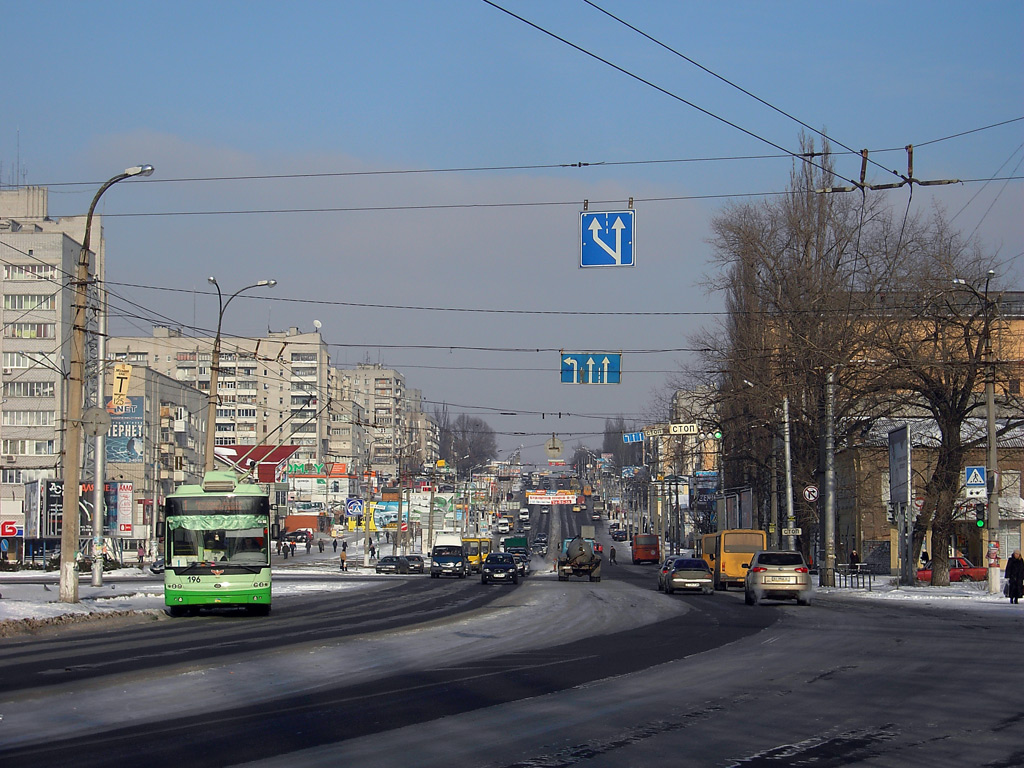
Тролейбус на маршруті.

Основними видами міського пасажирського транспорту є автобусний (АО АТП-15307), тролейбусний (комунальне підприємство «Тролейбусне управління») та 13 автотранспортних приватних підприємств.
Довжина тролейбусних маршрутів — 54 км. Проїзд в тролейбусах з 1 жовтня 2016 року вартує 2 ₴, для пенсіонерів — безкоштовний.
Автобусне сполучення нараховує 34 маршрути (на 2010 р.). Загальна довжина автобусної маршрутної мережі міста становить 311,7 км. Основним міським видом транспорту є маршрутне таксі, станом на червень 2017 року вартість більшості з них становить 5 гривень. Проїзд в автобусі коштує від 2 ₴ до 8 ₴ для приміських маршрутів, наприклад до села Стара Білецьківка (маршрут № 131).
У Кременчуці близько 28 служб таксі.

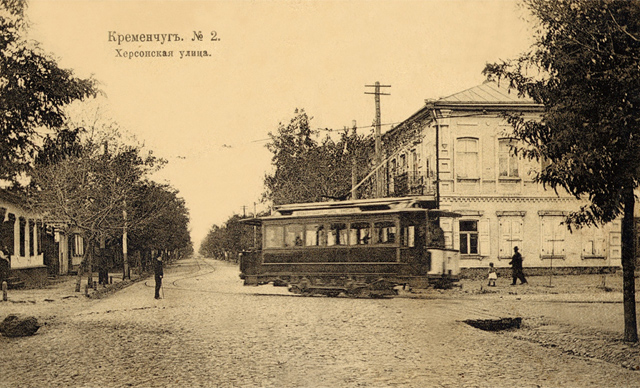
Трамвай на вулиці Херсонській.

У 1899—1922 роках у місті існував трамвай.
Міжміський

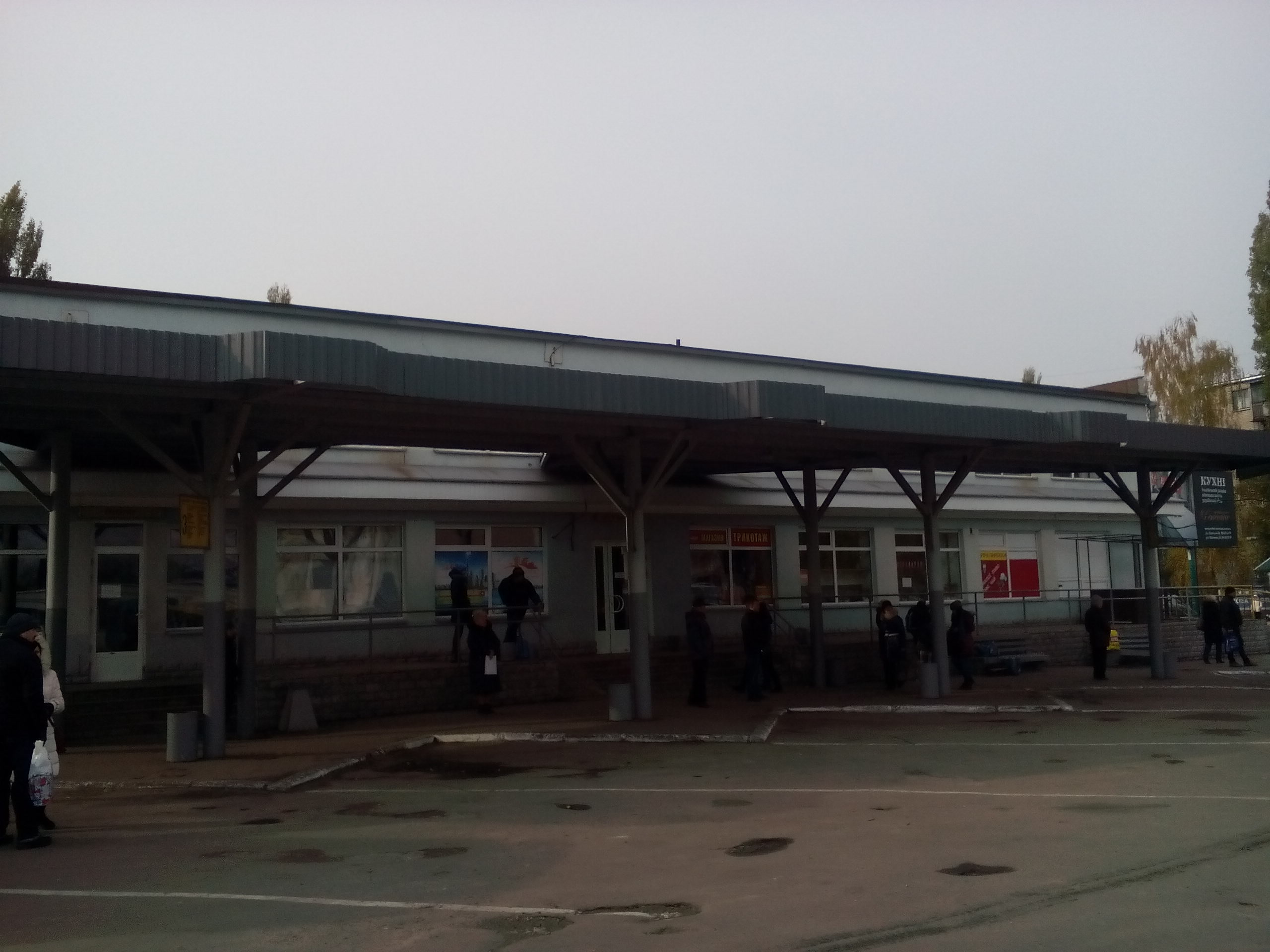
Автостанція

У місті діє автовокзал, який є центром міжміського автобусного сполучення. З нього вирушають автобуси у навколишні села та міста. Також діють міждержавні маршрути (наприклад, Харків-Кишинів).
Автобуси та маршрутні таксі також вирушають від залізничного вокзалу (до Києва, Харкова, Дніпра, Полтави, Світловодська, Власівки) та Центрального ринку (до Горішніх Плавнів).
Залізничний

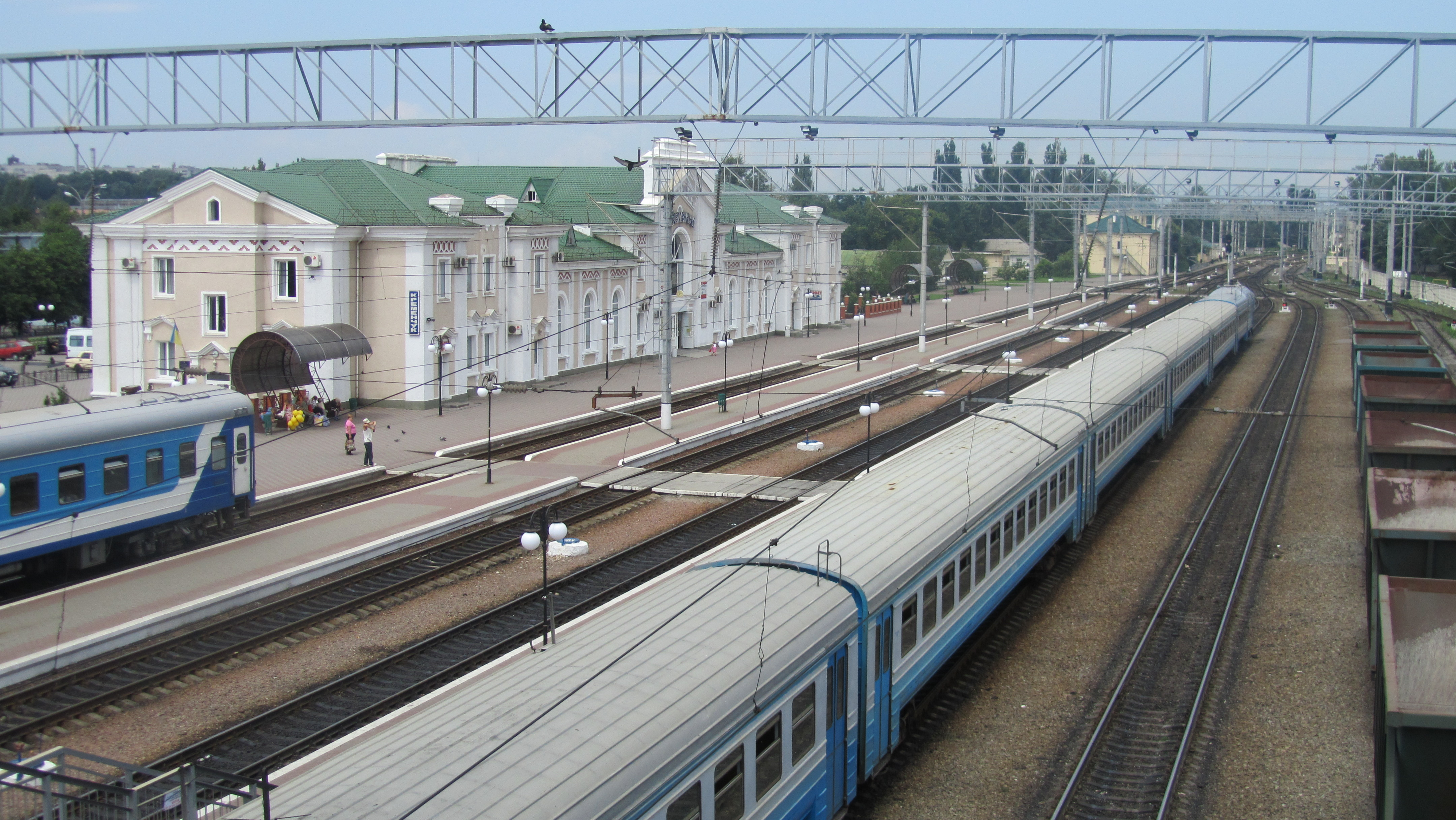
Залізничний вокзал.

Рух потягів у Кременчуці почався ще в 1870 році. 1888 року місто з'єднується з балтійським портом Либава (зараз Лієпая). Тоді ж було побудовано Кременчуцький залізничний вокзал.
Окрім головного вокзалу є ще Крюківський залізничний вокзал та Кагамлицький залізничний вокзал та декілька залізничних станцій. До них входять станції Череднички і Терешківка, зупинні пункти Екіпіровка, Гірка, Передгірковий парк, 289 км, 287 км, 7 км, Вагонзавод та Маланівка.
Наразі залізничним транспортом з Кременчука можна дістатись Києва, Харкова, Львова, Дніпра, Сімферополя, Мінська, Москви, Санкт-Петербурга. З Кременчука до Харкова і Києва ходить потяг-експрес, але вирушає лише раз на день.
Річковий
Є річковий порт і пасажирський вокзал, останній не працює — здається в оренду.
Шляхи та мости

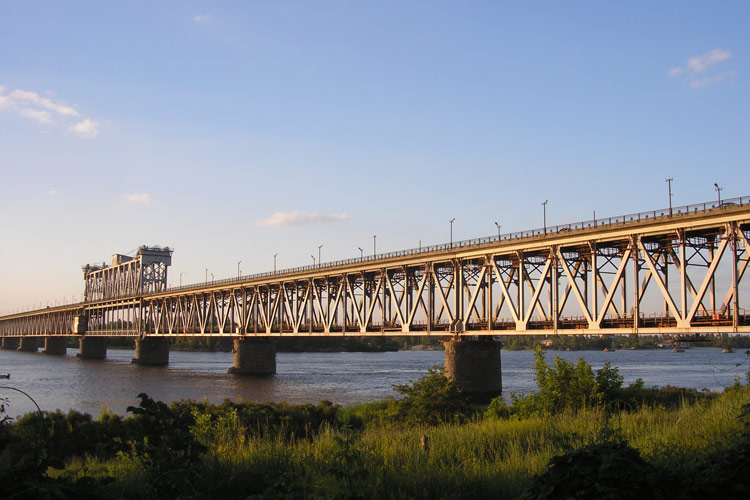
Крюківський міст.

Загальна довжина кременчуцьких доріг з твердим і ґрунтовим покриттям становить близько 400 км..
Через місто проходять автошляхи М22 / E584 (Полтава — Олександрія), Н08 (Бориспіль — Дніпро — Запоріжжя — Маріуполь) та Т 1711.
Кременчук на своїй території має багато автомобільних та залізничних мостів. Найбільшим і найважливішим є Крюківський міст через Дніпро, що сполучає правобережну частину міста, Крюків, з лівобережною. Через міст проходять траси М22 та Н08.
Будується Новий міст.

### Зв'язок
1768 року було влаштовано перевезення пошти із Києва через Переяслав у Кременчук, 1770 р. — між Полтавою і Кременчуком. Вже у 1862 році Кременчук був з'єднаний телеграфним зв'язком із іншими містами Російської імперії. 11 серпня 1892 р. у Кременчуці була введена перша телефонна станція на 60 абонентів.

#### Пошта
У місті розміщений Центр поштового зв'язку № 2 Полтавської дирекції Укрпошти. Він обслуговує власне Кременчук, а також Кременчуцький район, смт Козельщина, Козельщинський район, м. Глобине та Глобинський район. Зараз працюють 21 відділення зв'язку Укрпошти. Поштові послуги у місті також надають: «Нова пошта», «Автолюкс» тощо.

#### Мобільний зв'язок
У місті є покриття національних операторів мобільного зв'язку. Також діють їхні представництва (Vodafone Україна, Lifecell, Київстар).

#### Інтернет
Послуги інтернету надають 4net, HomeNet, ZeusNet, Сетілайт, Link, S-Net (Респект), Укртелеком, Fregat, Київстар та ін.. Послуги бездротового інтернету CDMA надає Інтертелеком. На кінець 2011 року майже всі бібліотеки міста мають комп'ютери з доступом до мережі інтернет. 2011 року у Придніпровському парку з'явився безкоштовний Wi-Fi-доступ до інтернету. Крім того, набувають популярності кафе з Wi-Fi-доступом до інтернету. Також у місті багато комп'ютерних клубів.

## Медицина

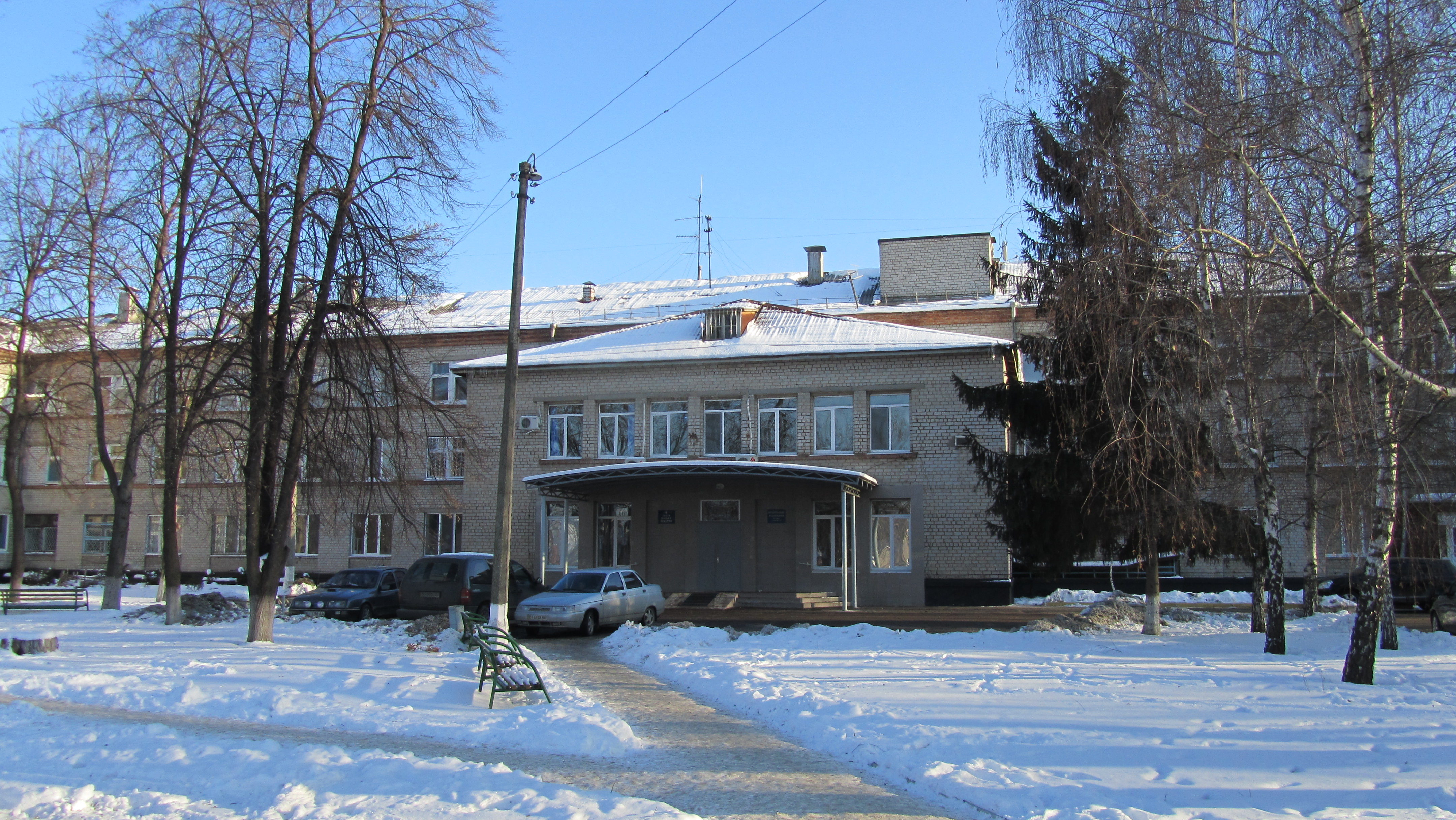
Третя міська лікарня Кременчука.

Наразі в місті діють загальнодержавні та місцеві програми, пов'язані з охороною здоров'я населення міста:
- програми розвитку первинної медико-санітарної допомоги на засадах загальної практики та сімейної медицини на 2008—2010 роки;

- програми «Репродуктивне здоров'я нації до 2015 року»;
- програми протидії захворюванню на туберкульоз на 2007—2011 роки;
- програми профілактики та лікування ВІЛ-інфекції та хворих на СНІД

Станом на 1 січня 2011 року мережа охорони здоров'я Кременчука складається із 14 лікарняних закладів, які фінансуються з місцевого бюджету: 1-ша, 2-га, 3-тя, 4-та, 5-та (усі лікарні — на 870 ліжок), дитяча лікарня (на 240 ліжок), пологовий будинок (на 196 ліжок), міська автозаводська поліклініка, стоматологічні поліклініки № 1, № 2, № 3, дитяча стоматологічна поліклініка, станція швидкої медичної допомоги, центр здоров'я; а також 8 закладів, що фінансуються з обласного бюджету, а саме: госпіталь інвалідів Великої Вітчизняної війни, протитуберкульозний, онкологічний, психоневрологічний, наркологічний, шкірно-венерологічний, лікарсько-фізкультурний диспансери, станція переливання крові. Ліжковий фонд міста — 1306 ліжок, разом з обласним — 1831 ліжок.
Окрім вищеназваних восьми до лікарняних закладів обласного підпорядкування відносяться: міська санітарно-епідеміологічна станція, міська дезінфекційна станція, будинок дитини, психоневрологічний санаторій.
Також у місті є багато приватних клінік. Найвідоміші з них: «Арніка», «Віком», «Нафтохімік», «Європейська медицина».
Аптечна мережа в місті досить розвинена. Аптеки Кременчука переважно працюють в стандартному режимі — з 8 до 20 годин. Проте є в місті багато і цілодобових аптек. Ціни на медикаменти в місті загалом нижчі, ніж в інших містах області.

## Освіта
Протягом останніх десятиліть у Кременчуці склалася розгалужена система закладів освіти. Працює 120 закладів освіти різного підпорядкування та різних форм власності (90 з яких належать до комунальної власності). На початок 2012 року в міських школах навчається 18 тисяч учнів, дитсадки відвідує 8 тисяч кременчуцьких малюків.

### Дошкільна та середня освіта

Кременчуцький ліцей інформаційних технологій № 30.

На даний час у місті діє 46 дитячих дошкільних закладів — 7500 вихованців, 32 загальноосвітніх навчальних заклади, у яких здобувають загальну середню освіту 20005 учнів (2010—2011 навчальний рік). Всі школи Кременчука надають знання, відповідно програми міністерства освіти. Серед шкіл міста є ліцеї, гімназії та колегіуми, що спеціалізуються на поглибленому вивченні окремих предметів. Наприклад, учні 4-го ліцею поглиблено вивчають математику, 5-й гімназії — українська мова, 10-ї школи — іноземні мови, 25-го колегіуму — право, 30-го ліцею — інформаційні технології. Окрім цього в місті існують приватні школи, у яких основний нахил робиться на естетичне виховання.
Серед дитячих соціальних закладів у Кременчуці діють Кременчуцький міський центр соціальної реабілітації дітей-інвалідів, Дитячий притулок-розподільник «Промінь», Кременчуцька загальноосвітня школа-інтернат I—III ступенів ім. А. С. Макаренка, Кременчуцька загальноосвітня спеціальна школа-інтернат, Обласний спеціалізований Будинок Дитини в Кременчуці. Окрім вищезгаданих у Кременчуці на кінець 2011 р. діють дитячий будинок сімейного типу Ганни Леонідівни Кондрик, де виховуються 7 дітей та дві названі родини Мосієнко — 3 дітей та Пасько — 4 дитини.
У загальноосвітніх навчальних закладах міста працюють 1339 учителів, у тому числі 161 учитель зі званням «вчитель-методист», 178 — «старший учитель», 592 учителі мають вищу кваліфікаційну категорію, 324 — І, 124 — ІІ і 137 учителів — спеціалісти. Праця 112 педагогічних працівників відзначена державою присвоєнням високого звання «відмінник освіти України». Вперше в місті три педагогічні працівники дошкільних закладів та міського методичного кабінету відзначені Почесним знаком «Софія Русова», а один педагогічний працівник — Почесним знаком Василя Сухомлинського.

### Позашкільна освіта
Змістовну позашкільну освіту молоді організовують заклади позашкільної освіти: будинок дитячої та юнацької творчості, клуб юних моряків «Гардемарин» — єдиний на Полтавщині, об'єднання дитячо-юнацьких клубів за місцем проживання, 2 центри позашкільної освіти (станція юних техніків, …), 3 дитячі музичні школи (№ 1, № 2, № 3), Дитяча художня школа з двома філіями та інші.

### Спеціальна освіта

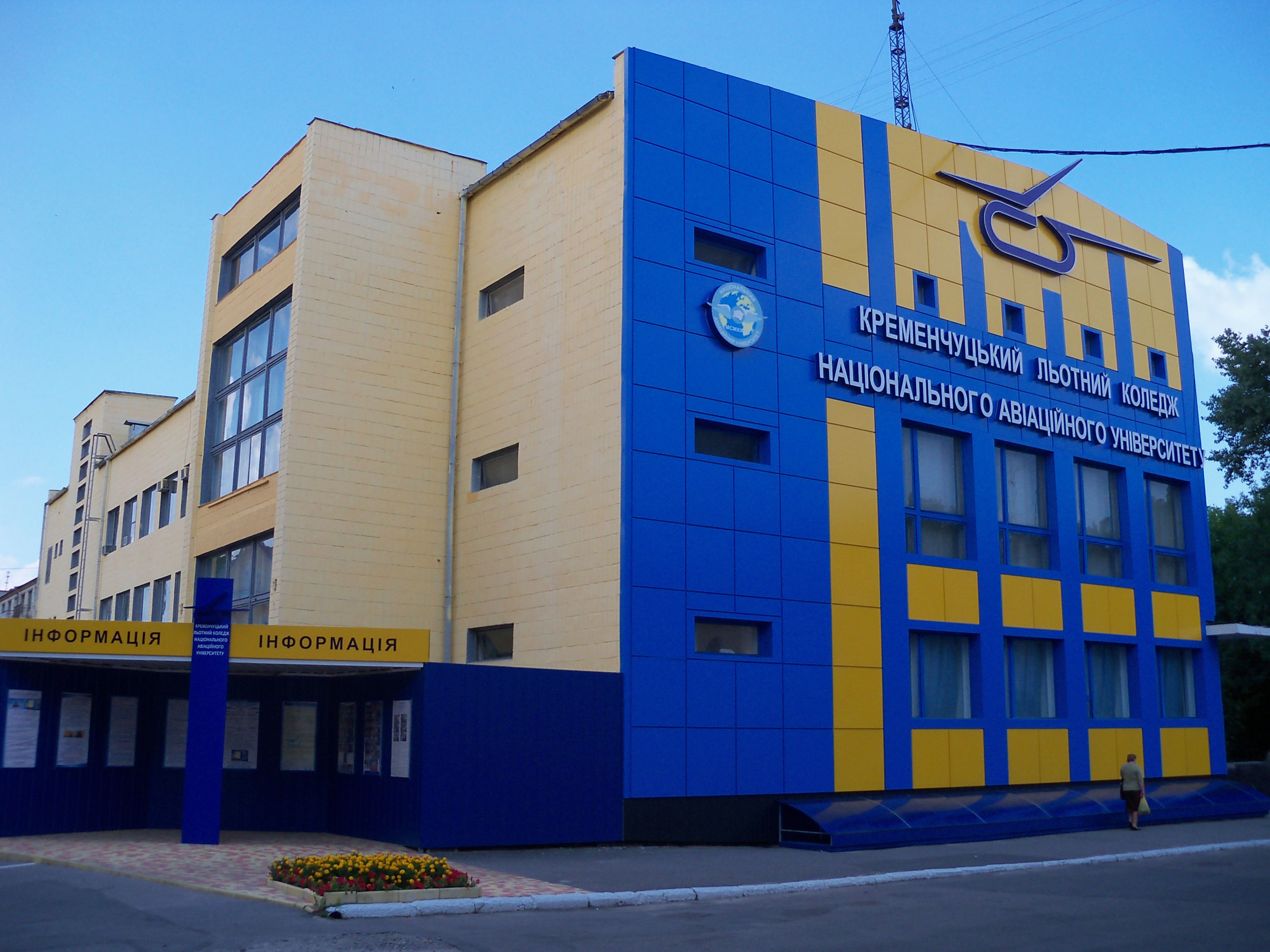
Кременчуцький льотний коледж.

Спеціальну освіту в Кременчуці можна отримати в спеціалізованих училищах. Училища Кременчука дають можливість здобути найрізноманітнішу освіту — від слюсаря і сантехніка, до залізничника, пекаря, закрійника і навіть педагога і працівника медичної сфери. Найвідомішими серед них є: Кременчуцьке педагогічне училище ім. А. С. Макаренка, Кременчуцький медичний коледж, Кременчуцький льотний коледж ХНУВС, Вище професійне училище № 7, Технікум залізничного транспорту.

### Виші

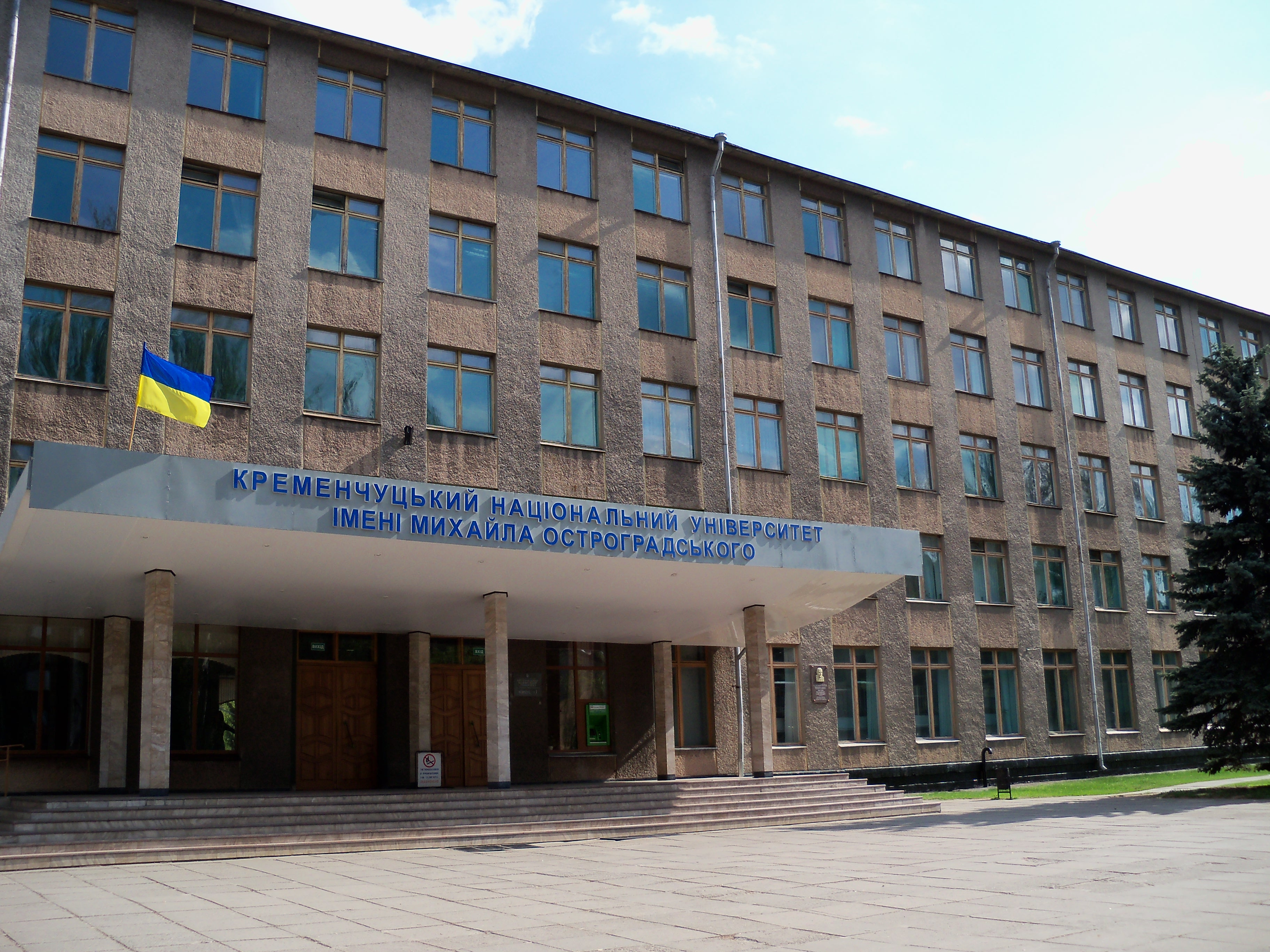
КНУ ім. Михайла Остроградського.

У місті працюють 11 вищих навчальних закладів різних рівнів акредитації та форм власності. Кількість студентів становить понад 18 тис. чол. Найпотужнішим вищим навчальним закладом регіону є Кременчуцький національний університет. Також повагою серед абітурієнтів користуються Кременчуцький інститут Дніпропетровського університету імені Альфреда Нобеля (філія Дніпропетровського університету імені Альфреда Нобеля) та Кременчуцький інститут економіки та нових технологій. Окрім вищеназваних вишів Кременчука, у місті також розміщуються численні філії інших вищих навчальних закладів.

### Управління освіти

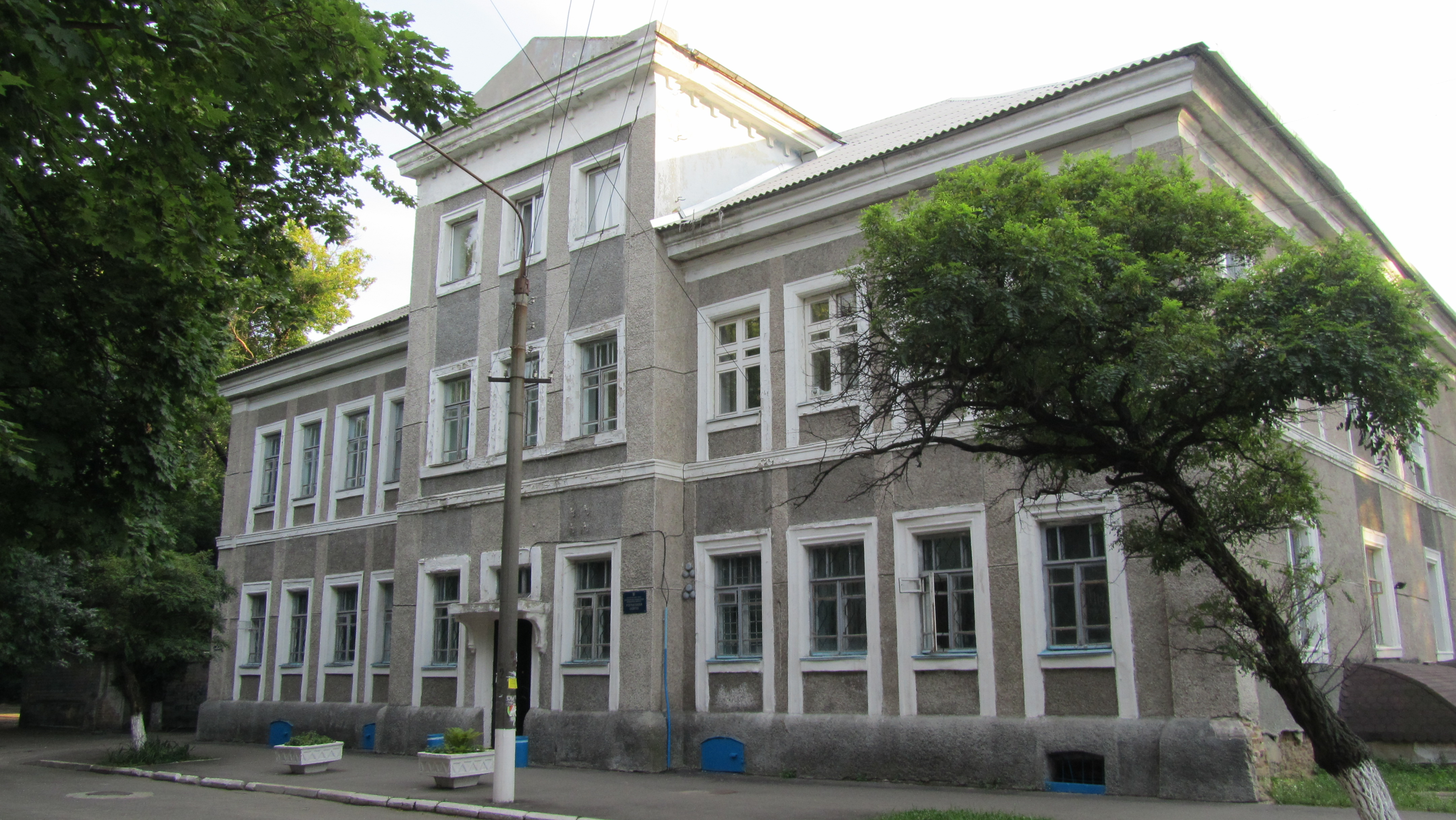
Управління освіти.

Освітнім процесом Кременчука керує Управління освіти виконкому Кременчуцької міської ради. У наш час[коли?] діє єдина інформаційна система: управління освіти — міський методичний кабінет — загальноосвітні навчальні заклади — дошкільні заклади; сайт управління освіти та міського методичного кабінету..
Перспективи розвитку освіти міста визначає комплексна Програма «Освіта Кременчука», затверджена рішенням IX сесії міської ради від 28 листопада 2006 р.

## Культура

### Палаци культури

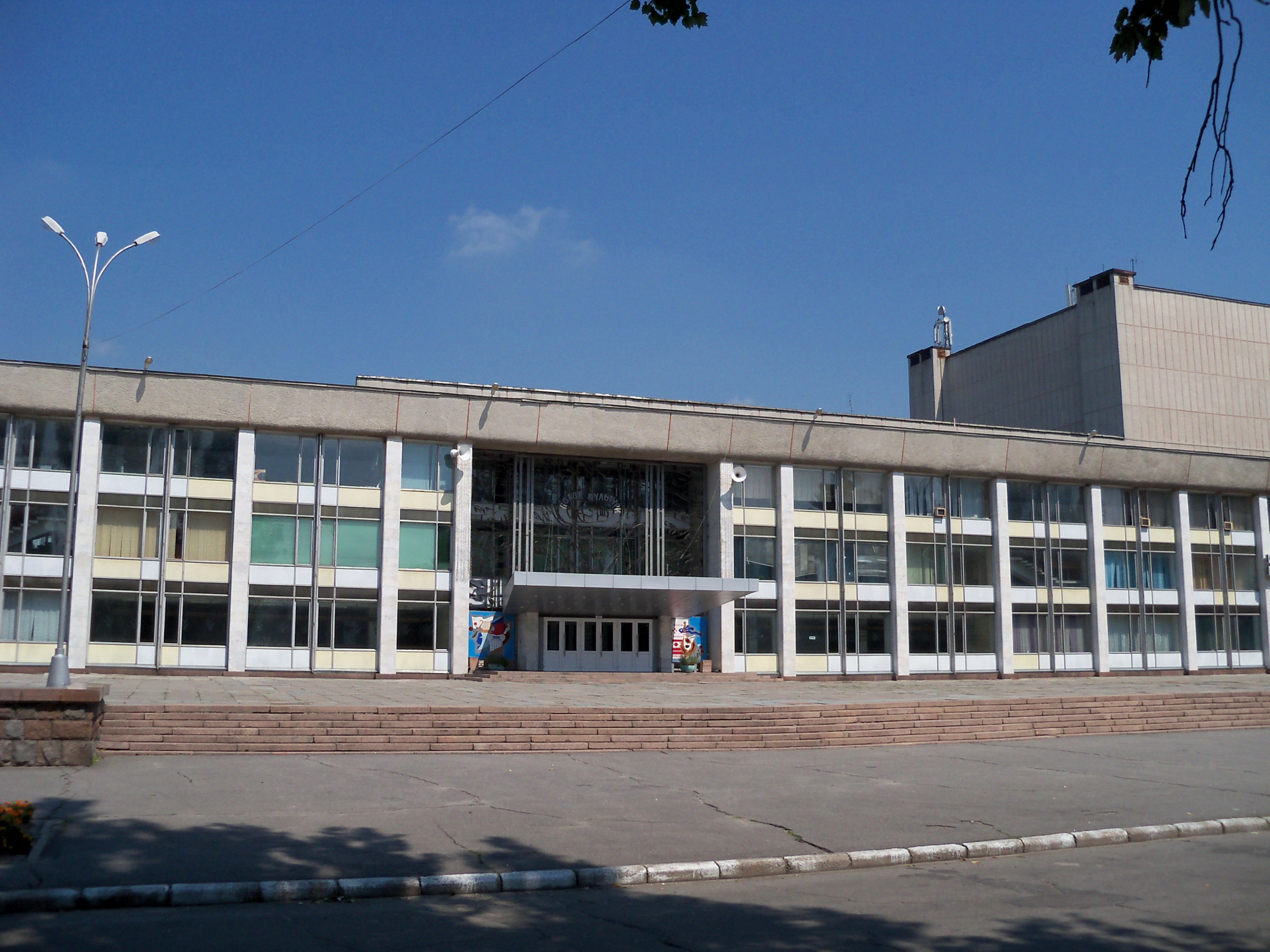
Кременчуцький міський палац культури.

Осередками культури у Кременчуці є палаци культури. Найбільшим є Міський палац культури. Завдяки потужностям — площам і технічному оснащенню він якнайкраще пристосований для проведення культурних та суспільних заходів — концертів, виставок, ярмарок, аукціонів різноманітного профілю. Крім цього у палаці розміщено 26 гуртків народної самодіяльності, 8 з яких носять звання «народних». На його сцені гастролюють театральні трупи з різних міст України та ближнього зарубіжжя, проходять всі виступи фольклорних колективів, зірок естради. Тут же проходять різноманітні інші заходи, акції, шоу, торговельні виставки тощо (наприклад, саме у палаці відбувалися кастинги до популярних телепроєктів каналу СТБ талант-шоу Україна має талант під своєрідною назвою «Кременчук має талант»
).
Окрім міського ПК є ще чотири Палац культури «Кредмаш», Палац культури «КрАЗ», Палац культури ім. І. Ф. Котлова, Палац культури «Нафтохімік». На їх базі діють безліч гуртків. Також діє Міський центр культури і дозвілля.

### Кінотеатри
- Кінотеатр у ПК «Нафтохімік»
- Кінотеатр у ТРК «Галактика»
- 3D LUX
- Filmax

### Бібліотеки

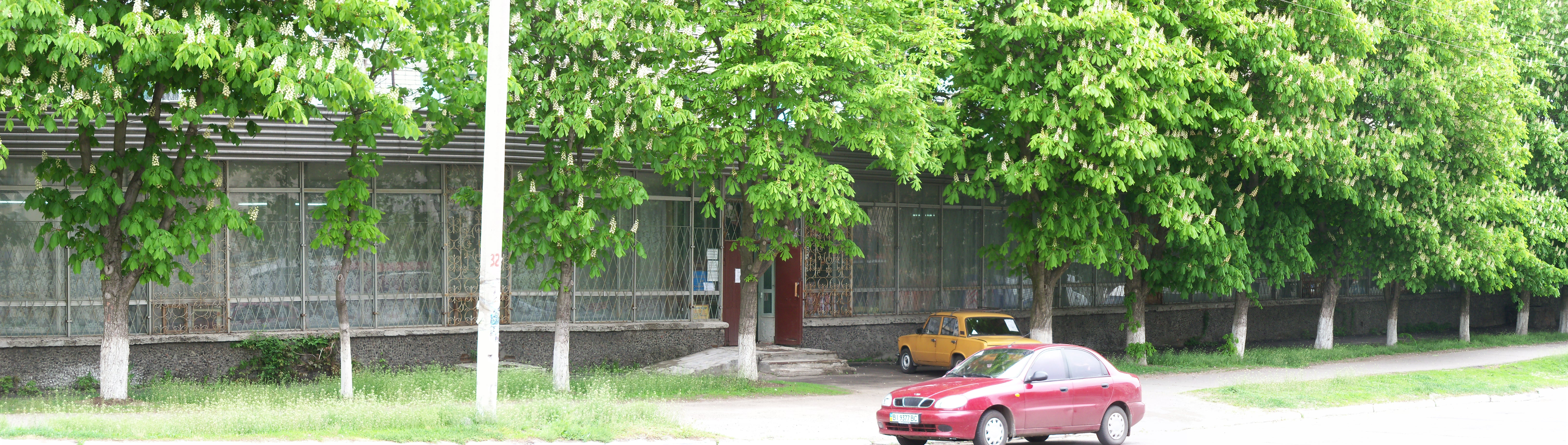
Центральна бібліотека для дорослих імені Максима Горького на Європейській вулиці.

У місті працюють 2 комунальні централізовані бібліотечні системи для дорослих та дітей (20 філій)
Крім комунальних бібліотек діють:
- 8 науково-технічних бібліотек
- 7 бібліотек навчальних закладів різних рівнів акредитації
- 7 бібліотек системи профтехосвіти
- 33 шкільних бібліотек
- 4 спеціалізовані бібліотеки

### Музеї та галереї

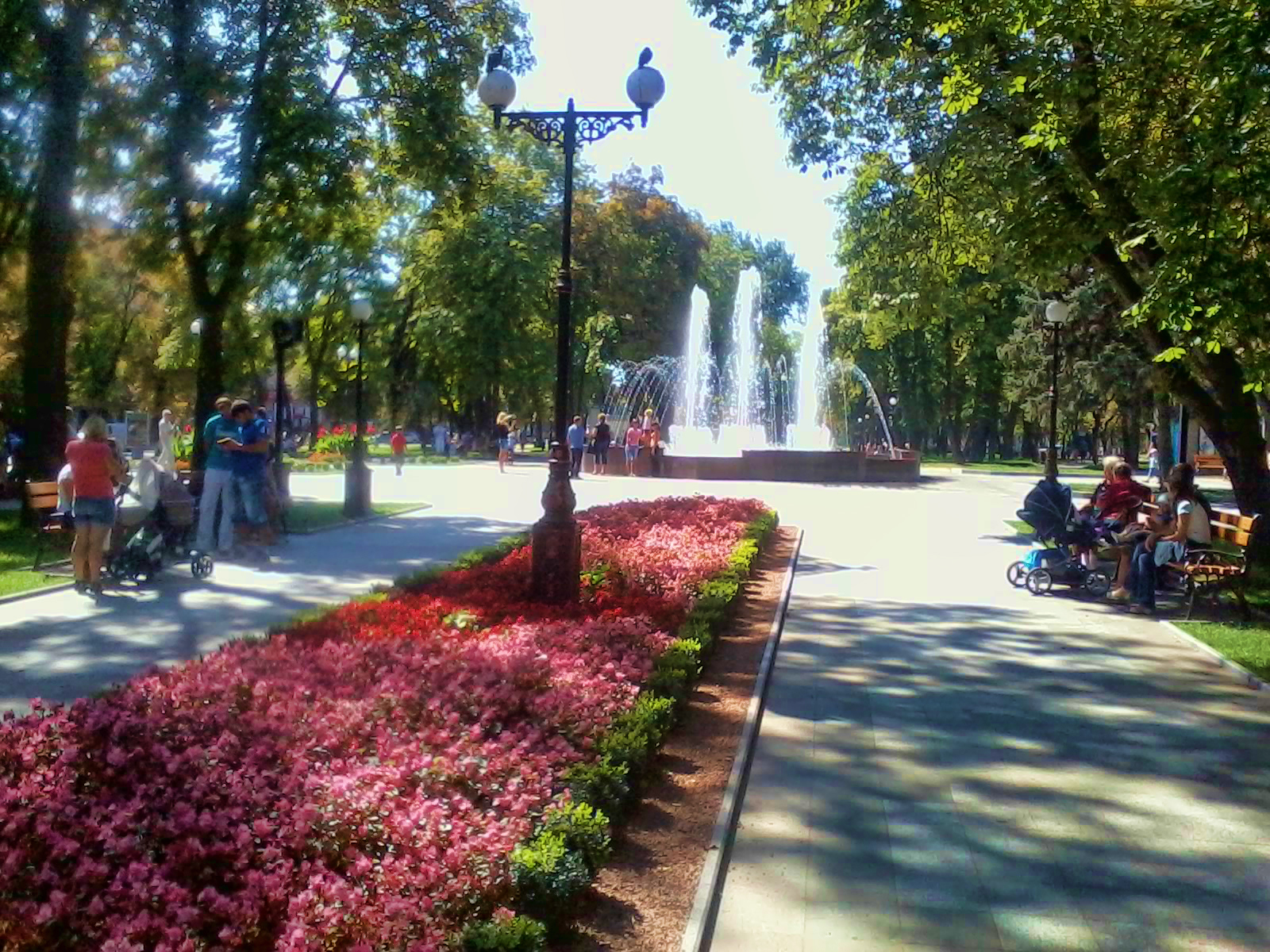
Сквер імені Олега Бабаєва

Діють три комунальні музеї — краєзнавчий, музей А. С. Макаренка та музей історії авіації та космонавтики. Також працюють громадські музеї: музей історії вагонобудівництва (КВБЗ), музей Голокосту, музей заводу "Кредмаш", музей "Укртатнафти", музей військової історії . За роки Незалежності у місті відкрилися Центр культури і дозвілля, Міська картинна галерея, Картинна галерея Наталії Юзефович, Перший всеукраїнський музей історії одностроя.

### Мурали
- "Боритеся і поборете!", створений у 2014 році художником Сергієм Брильовим. Розташований по проспекту Свободи поблизу електростанції[126].
- "Кразозавр і Щукакозак", створений у 2016 році художником Ігором Зайделем у рамках проєкту "Міфологема міста". Розташований на стіні колишнього кінотеатру "Дніпро" у Придніпровському парку[127].

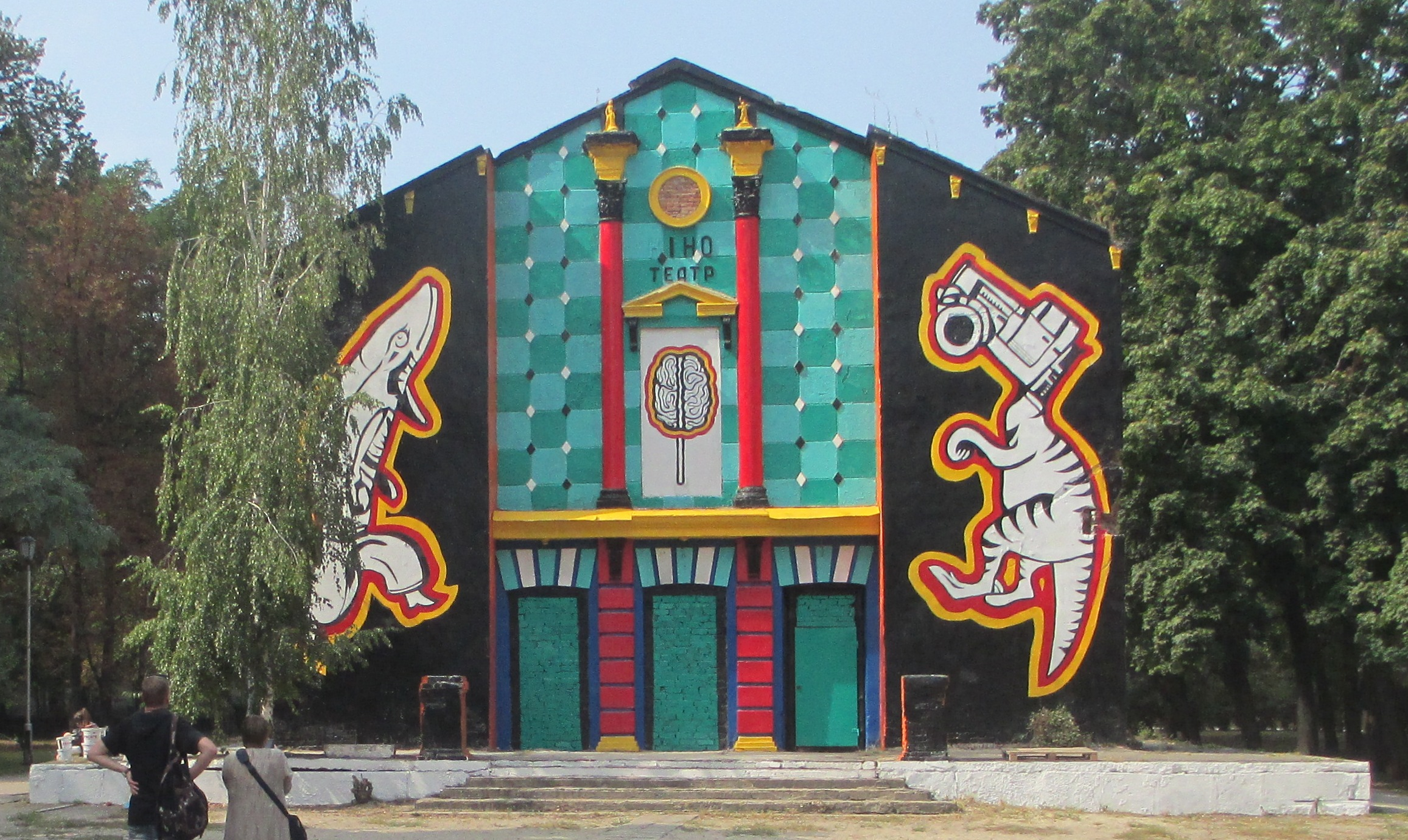
Мурал "Кразозавр та Щукакозак", Кременчук

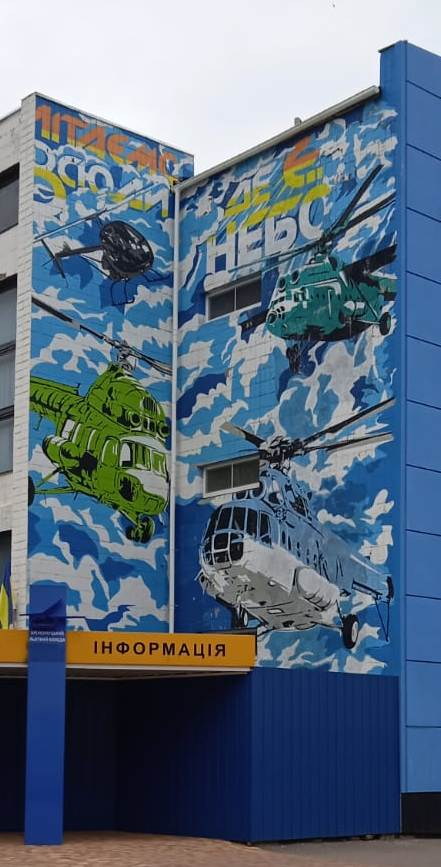
Мурал "Літаємо всюди, де є небо!", Кременчук

- "Сила уяви", створений у 2017 році італійським художником Франческо Джоржиньо в рамках соціального проекту "Mural Social Club: Back to School! Ukraine". Розташований на стіні будівлі виховної колонії[128].
- "Літаємо всюди, де є небо!", створений у 2021 році художником Сергієм Брильовим. Розташований на стіні Кременчуцького льотного коледжу[129].
- "Легенди Кременчука", мурал з двох частин, створений у вересні-жовтні 2022 року художницей Оксаною Бойко. Розташований на стіні дитячої бібліотеки по вул. Соборній[130].

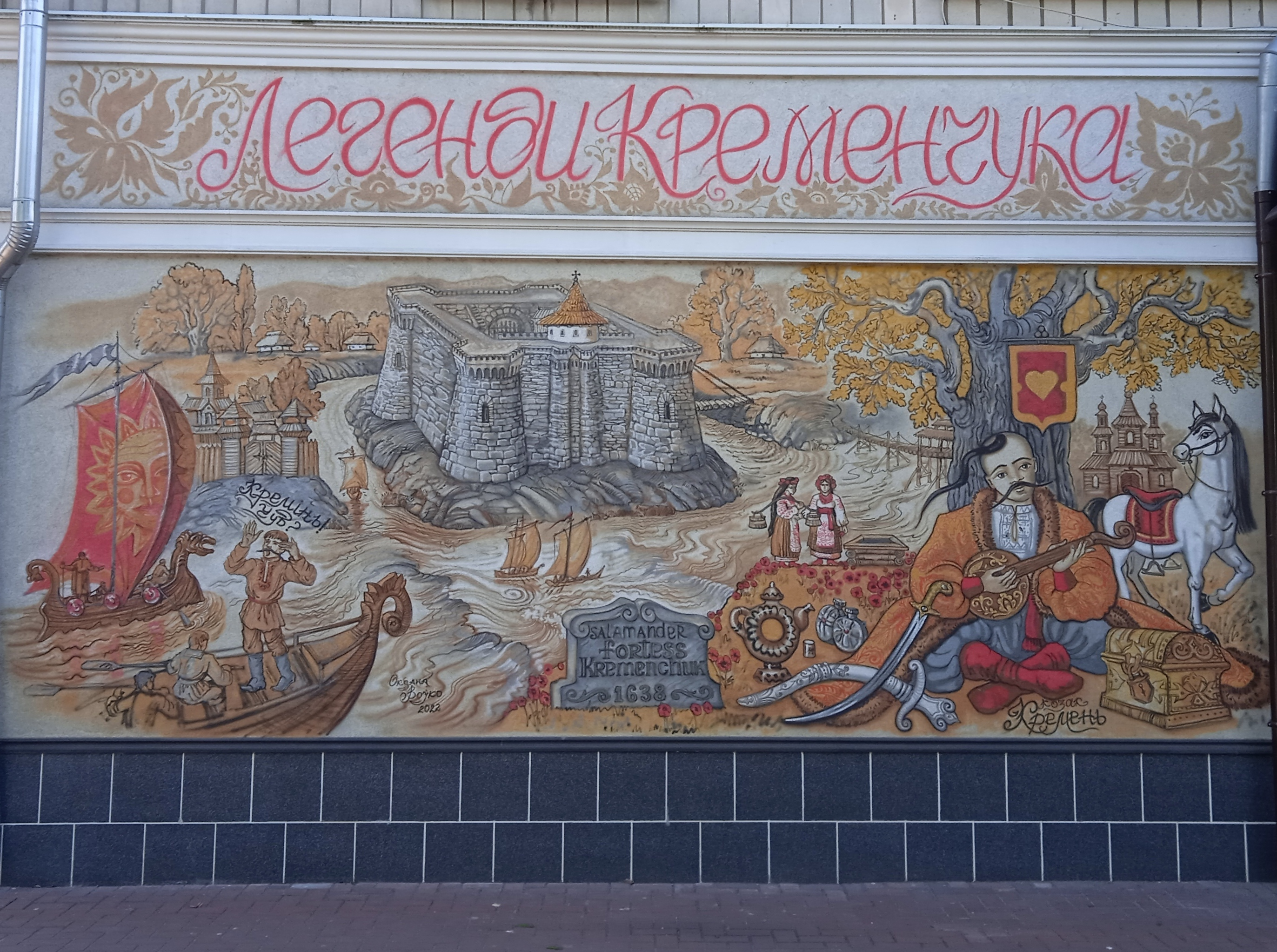
Мурал "Легенди Кременчука". Частина 1. Кременчук

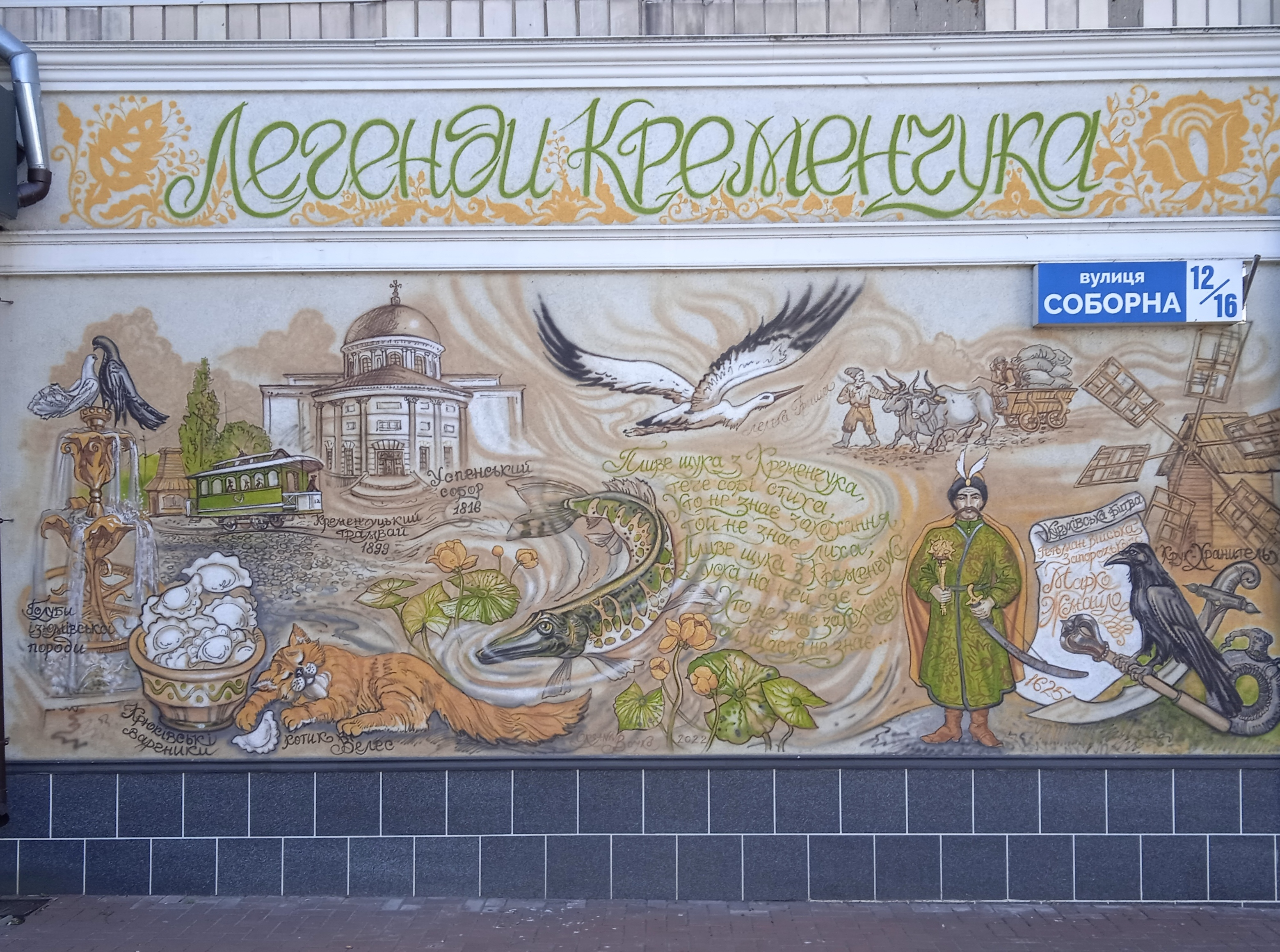
Мурал "Легенди Кременчука". Частина 2. Кременчук

- "Руки, які зшивають прапор", створений у 2022 році художницею Діаною Рубан. Розташований у Придніпровському парку[131].

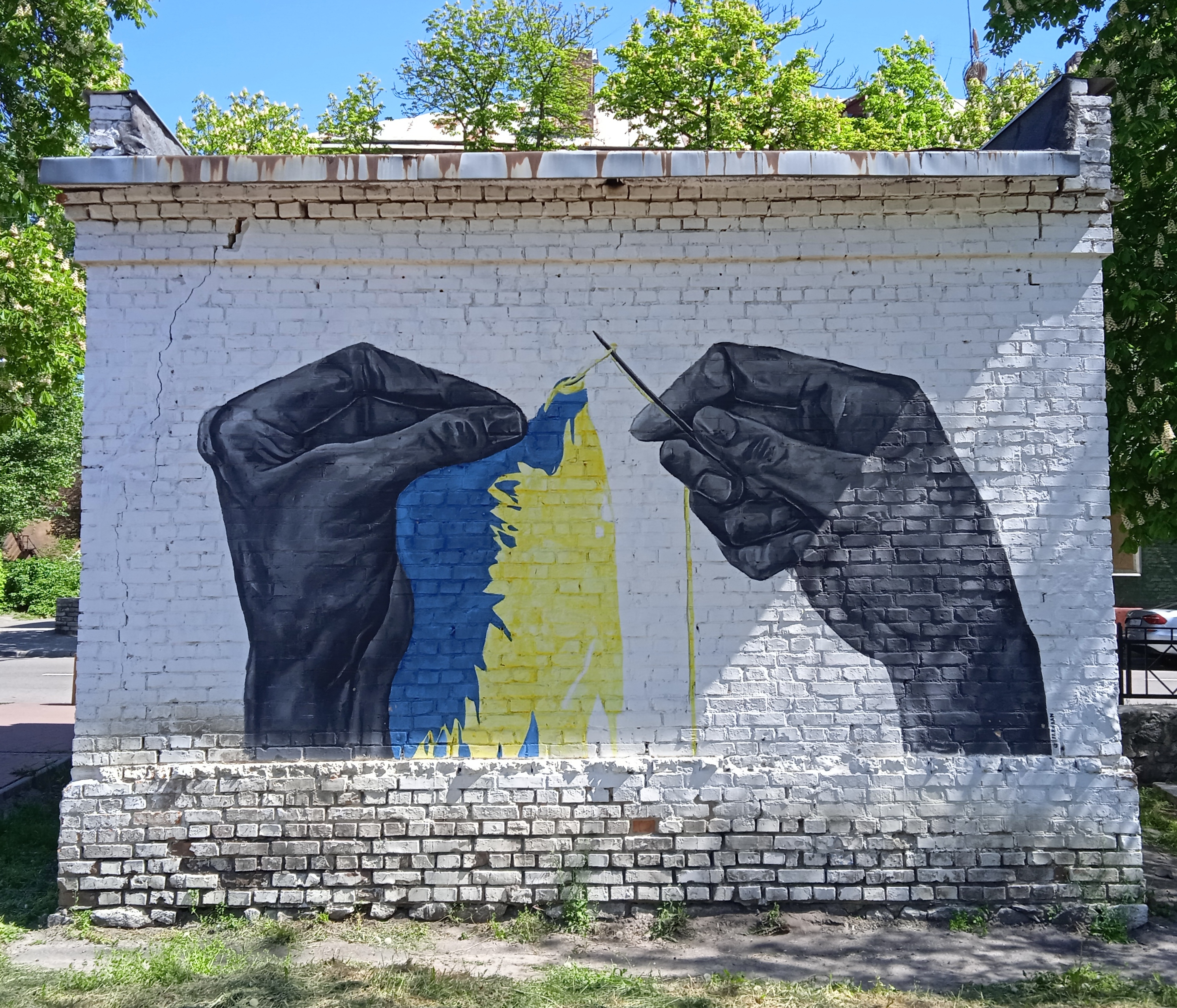
Мурал "Руки, які зшивають український прапор", Кременчук.

### Парки
Зелені насадження Кременчука, згідно з даними міського управління житлово-комунального господарства, займають площу 3440 га, з них загального користування — 480 га. На одного жителя припадає близько 15 м² зелених насаджень, що втричі менше норм затверджених Всесвітньою організацією охорони здоров'я. Зелену зону міста утворюють 8 парків, 8 скверів, 3 бульвари, зелена зона вздовж набережної. Два парки міста входять до пам'яток садово-паркового мистецтва (Придніпровський парк та Міський сад). Наразі готуються документи щодо внесення Парку Миру до переліку пам'яток історії та архітектури Кременчука. На островах, що на Дніпрі розташований регіональний ландшафтний парк Кременчуцькі плавні.

### Пляжі

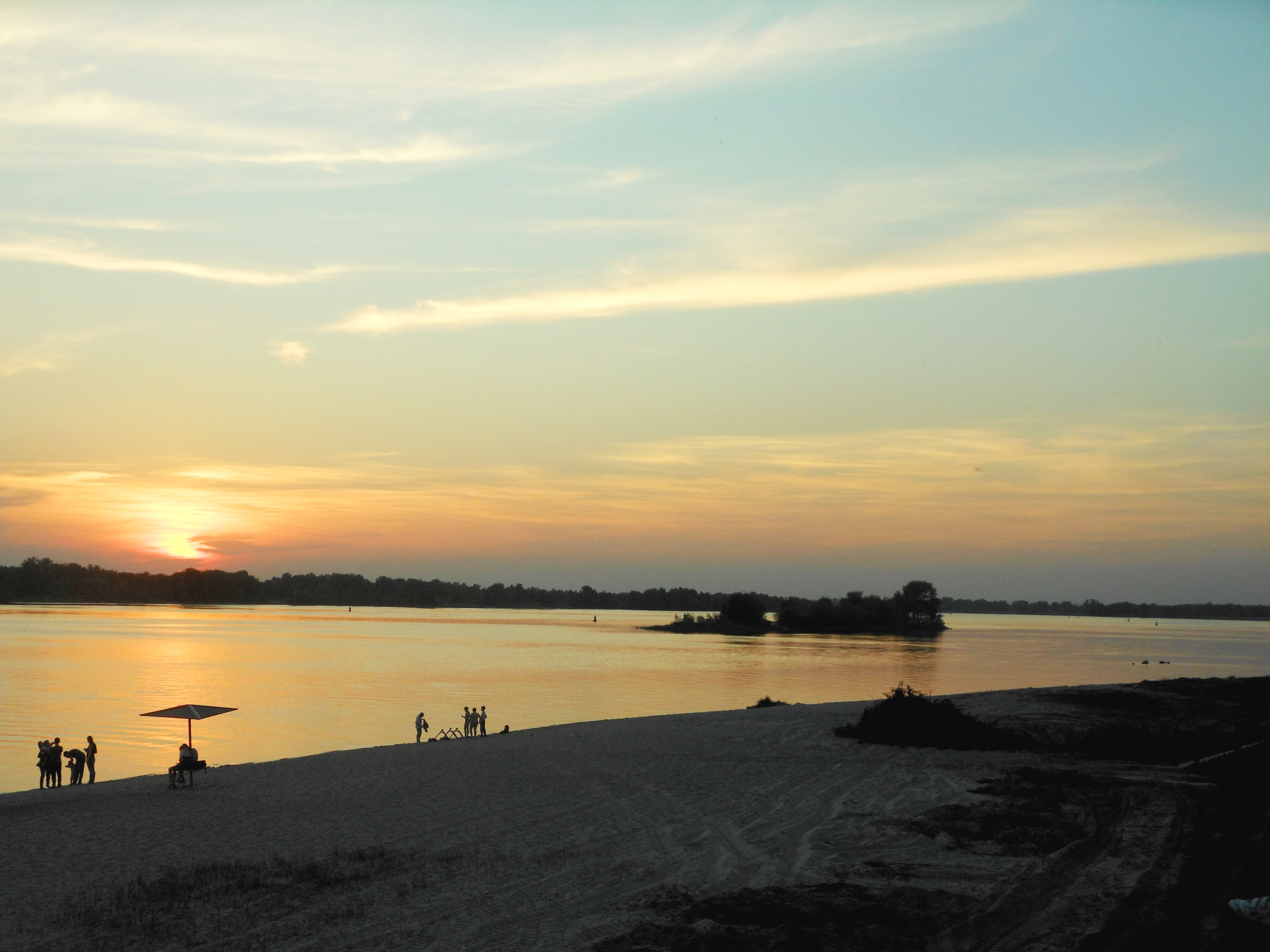
Центральний міський пляж, 2019 рік.

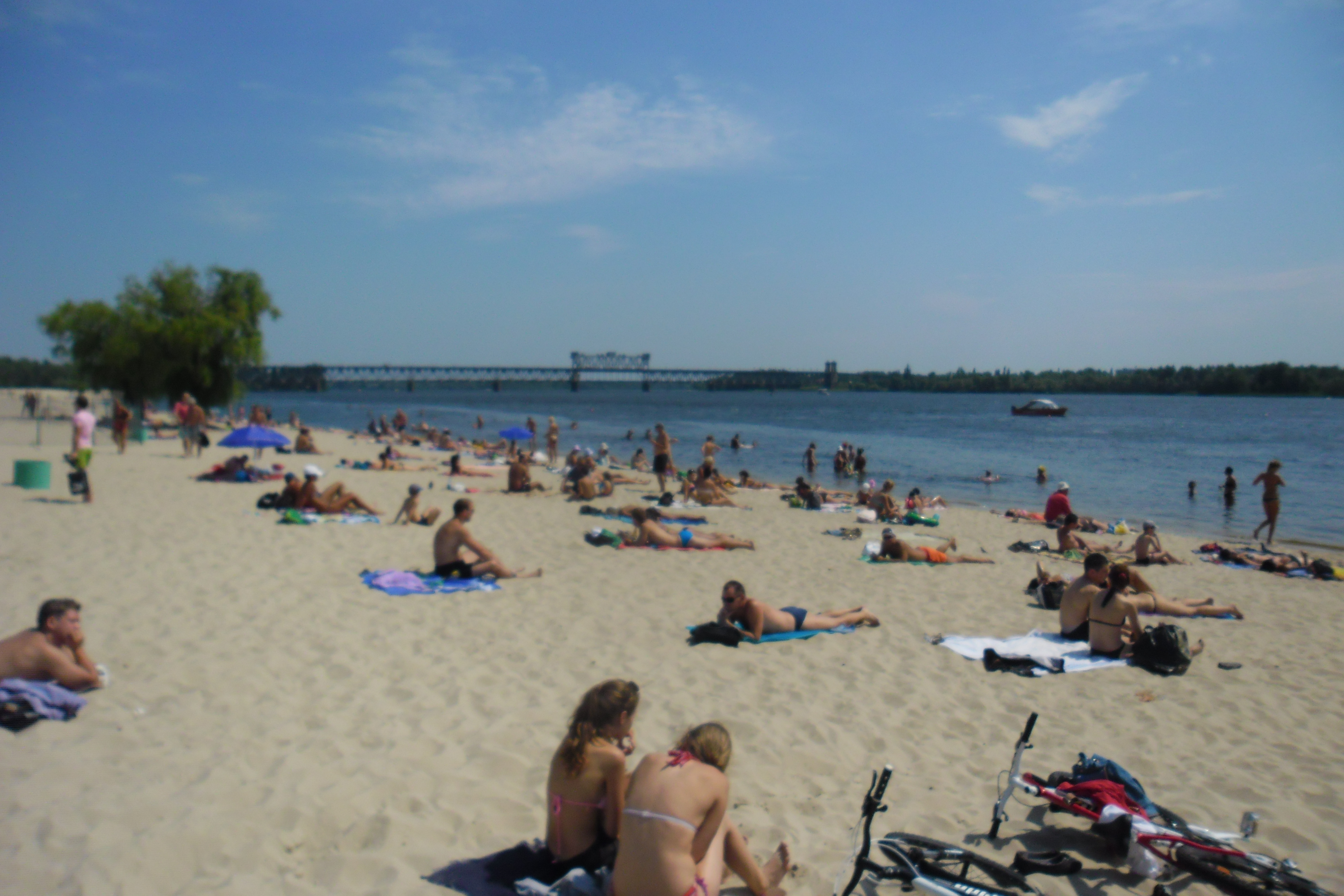
Центральний міський пляж, 2014 рік.

У місті є такі пляжі: На річці Дніпро:
- Центральний пляж — найбільший пляж у місті. Знаходиться у центрі міста поряд з Ювілейний парком. На пляжі встановлено: радіовузол, медпункт, водні гірки, дитячий майданчик, рятувальний пост. Кожного року кілька разів на тут беруть проби води. Загальна довжина пляжу 1 км: від старої човнової станції до Крюківського мосту. Щорічно проводиться чистка дна;
- Дикий пляж — намита коса у парку Придніпровський. Знаходиться за Набережною у парку Придніпровський. Пляж є стихійним. Його намили для укріплення Набережної міста Кременчука. Зараз на пляжі встановлено рятувальний пост. Щорічно проводиться чистка дна. Довжина пляжу 350 м.
- Демурівська коса — намита коса у Крюкові, вздовж Набережної Лейтенанта Дніпрова. Пляж є стихійним. Довжина пляжу приблизно 700 м. Улітку на пляжі купається досить багато мешканців Крюкова та Раківки, але купатися на цьому пляжі офіційно заборонено, бо на пляжі немає рятувального посту і не чиститься дно пляжу;
- 1 пірс — невеликий стихійний пляж, розташований на території гавані Кременчуцького річкового порту. Зараз пляж не користується великою популярністю через поганий стан;
- Афіни — невеликий облаштований пляж, знаходиться у районі першого насипу, біля кафе АФІНИ. Щорічно тут проводиться чистка берега та дна пляжу. Беруться проби води. На пляжу встановлено рятувальний пост. Довжина пляжу близько 100 м.

На річці Сухий Кагамлик:
- Пляж у парку Воїнів-Інтернаціоналістів — невеликий стихійний пляж на річці Сухий Кагамлик у районі Молодіжного, знаходиться у парку Воїнів-Інтернаціалістів. Щорічно проводиться чистка дна та берегу, беруться проби води. Встановлено рятувальний пост та дитячий майданчик. Довжина пляжу приблизно 70 м;
- Пляж за 4-ю Поліклінікою — невеликий стихійний пляж у районі Молодіжного. На пляжу з 2016 року проводиться чистка дна та берегу, беруться проби води, встановлений рятувальний пост. З 24 червня 2016 року Вважається офіційним. Довжина пляжу становить 65 м;
- Керченський пляж — невеликий стихійний пляж на вулиці Керченській у районі Молодіжного. Пляж є сусідом пляжу за 4-ю поліклінікою. На пляжі чистка дна не проводиться, але тут дно не є замуленим тому як течія річки на цьому пляжі врізається у суходіл. Рятувального посту немає. Довжина пляжу 50 м;
- Пляж Ковальова — маленький стихійний пляж на річці Сухий Кагамлик у районі Пивзаводу. 2015 року на пляжі провели чистку дна та берегу, засипали берег піском. Рятувального посту немає.

Також на річці Сухий Кагамлик встановлено багато маленьких стихійних пляжів у районі вулиці Героїв України.

### Спорт
Щорічно в місті проводяться комплексні та багатоступеневі спортивні заходи, змагання районних, міського, обласного та державного рівнів серед всіх верств та груп населення. Всіма видами фізкультурно-оздоровчої та спортивно-масової роботи охоплено 47,3 тис. осіб, що становить 20,4 % від загальної кількості мешканців міста.
Починаючи з 2003 року провідним спортсменам міста встановлюються та виплачуються стипендії Кременчуцької міської ради. За останні роки створено чотири нових комунальних заклади фізичної культури і спорту: міський футбольний клуб «Кремінь»; Автозаводський районний центр фізичного здоров'я населення «Спорт для всіх»; комплексна дитячо-юнацька спортивна школа «Авангард»; філія спеціалізованої дитячо-юнацької школи олімпійського резерву з боксу.
Станом на 1 січня 2009 року в місті діють
- 7 комунальних дитячо-юнацьких спортивних шкіл
- Автозаводський районний центр фізичного здоров'я населення «Спорт для всіх»
- МФК «Кремінь»
- 2 відомчі заклади фізичної культури і спорту
- ДЮСШ «Вагонобудівник» ВАТ «Крюківський вагонзавод»
- 2 комунальні позаміські спортивно-оздоровчі комплекси
- 28 дитячо-юнацьких клубів за місцем проживання

Існують громадські організації фізкультурно-спортивної спрямованості (товариства, асоціації, федерації, клуби), більшість з яких отримують часткову фінансову підтримку з міського бюджету (фізкультурно-оздоровчі клуби інвалідів, міська федерація баскетболу та «Кремінь-Політехнік», міська федерація футболу, міська федерація шахів, міські ради фізкультурно-спортивних товариств «Україна» та «Спартак» тощо).
У місті є 6 стадіонів, 2 плавальних басейни, 2 легкоатлетичні манежі, 14 стрілецьких тирів, ковзанка. Діє Клуб інтелектуальних ігор «Ерудит». На його основі майже щотижня протягом року проводяться змагання у різних турнірах зі спортивних варіантів ігор: Що? Де? Коли?, Брейн-ринг, Своя Гра, Ерудит-квартет.
Футбол

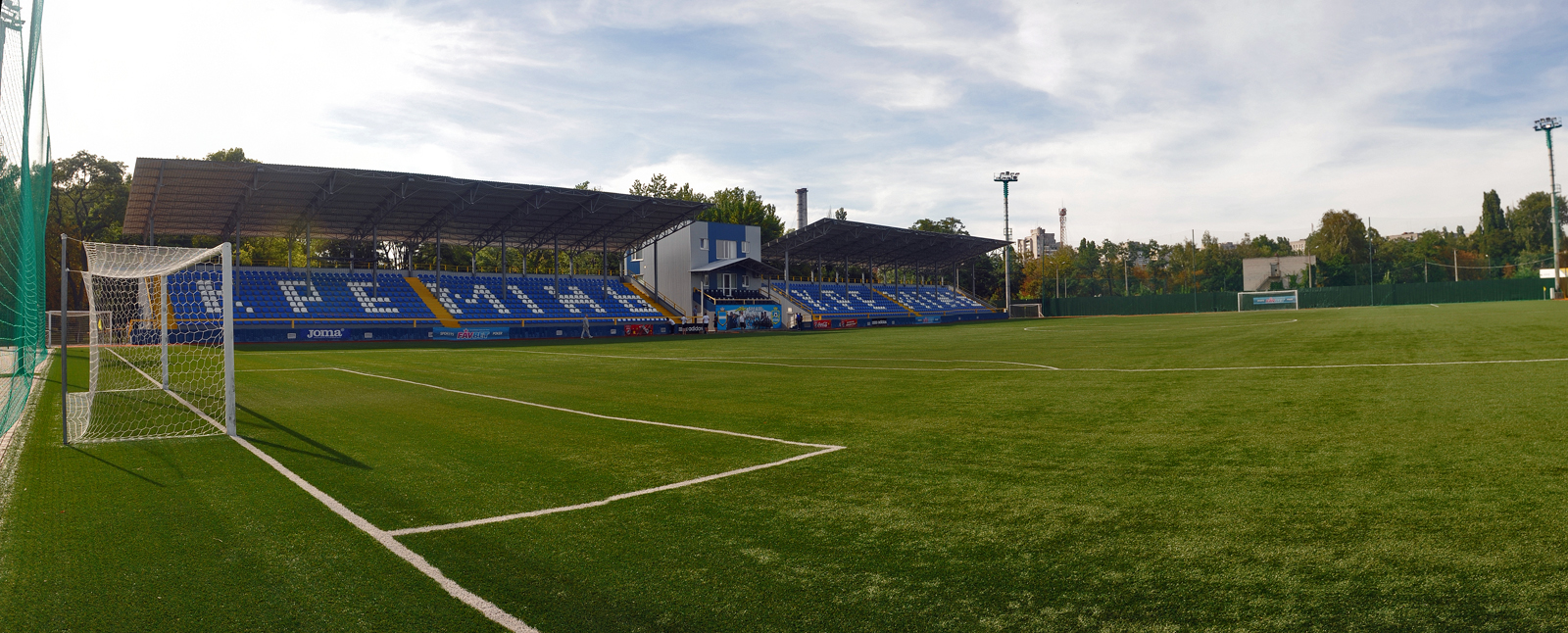
Стадіон «Кремінь-Арена»

Найвідомішими футбольними клубами з Кременчука були або є футбольні клуби: «Кремінь» (виступає у другій лізі чемпіонату України з футболу, у групі Б), «Адомс», «Вагонобудівник», «Нафтохімік», «Атлант».
Найбільш відомий та найтитулованіший з кременчуцьких футбольних клубів — «Кремінь», який було створено у 1959 році під назвою Дніпро. З 1992 по 1997 рік команда — незмінний учасник «вищолігових» змагань.
Найбільшим досягненням «Кременя» у вищій лізі стало друге коло сезону 1995/1996, коли команду тренував відомий спеціаліст Валерій Яремченко, який привіз з «Шахтаря» Матвєєва, Ателькіна та Леонова. Результат — третє місце за підсумками матчів другого кола. Перед чемпіонатом 2000—2001 років Кремінь знявся зі змагань.
23 жовтня 2003 рішенням Кременчуцької міської ради було відроджено команду під назвою «Муніципальний футбольний клуб „Кремінь“». Команда провела два переможні сезони в обласних змаганнях і 3 серпня 2005 МФК «Кремінь» отримав статус професійної команди, замінивши у другій лізі зняту зі змагань «Ворсклу-2». Зараз, у міжсезоння чемпіонату України 2011—2012 років, посідає у другій лізі у групі Б друге місце з 32 заліковими очками.

### Театр
У місті діє театр комедії «МО».

## Суспільно-політичне життя
З 28 липня 1998 діє Кременчуцький міський комітет молодіжних організацій (КМКМО), який було створено для представництва інтересів молодіжних організацій міста Кременчука на всеукраїнському та обласному рівнях, в органах державної влади та місцевого самоврядування.

## Релігія
Сьогодні діє понад 50 церков різних конфесій. Серед вірян найбільші громади мають Православна церква України та Українська православна церква Московського патріархату. Їм належить більшість храмів міста. Також у місті є громади католиків (РКЦ та УГКЦ).
Серед інших — то «Шурупій» і різні гілки баптистів і п'ятидесятників, деякі з яких, можливо, належать до ЄХБ чи УЦХВЄ, хоча їх справжню приналежність визначити важко. Дещо присутня і Церква адвентистів сьомого дня. Також у місті представлені інші релігії: Іслам (Мусульманська громада «Іслам» м. Кременчук) та Юдаїзм.
Особливістю Кременчука у дореволюційні часи є те, що майже половину населення належало до єврейського етносу і було юдеями. Тоді у місті діяли декілька синагог. Разом з тим було багато православних храмів (Успенський собор, Троїцька церква (стара), Спасо-Преображенська церква та інші). Також у 1828 році було споруджено лютеранську кірху, яка була зруйнована радянською владою. 1910 збудовано католицький собор (закритий більшовиками, з 1990-х Свято-Миколаївський собор).

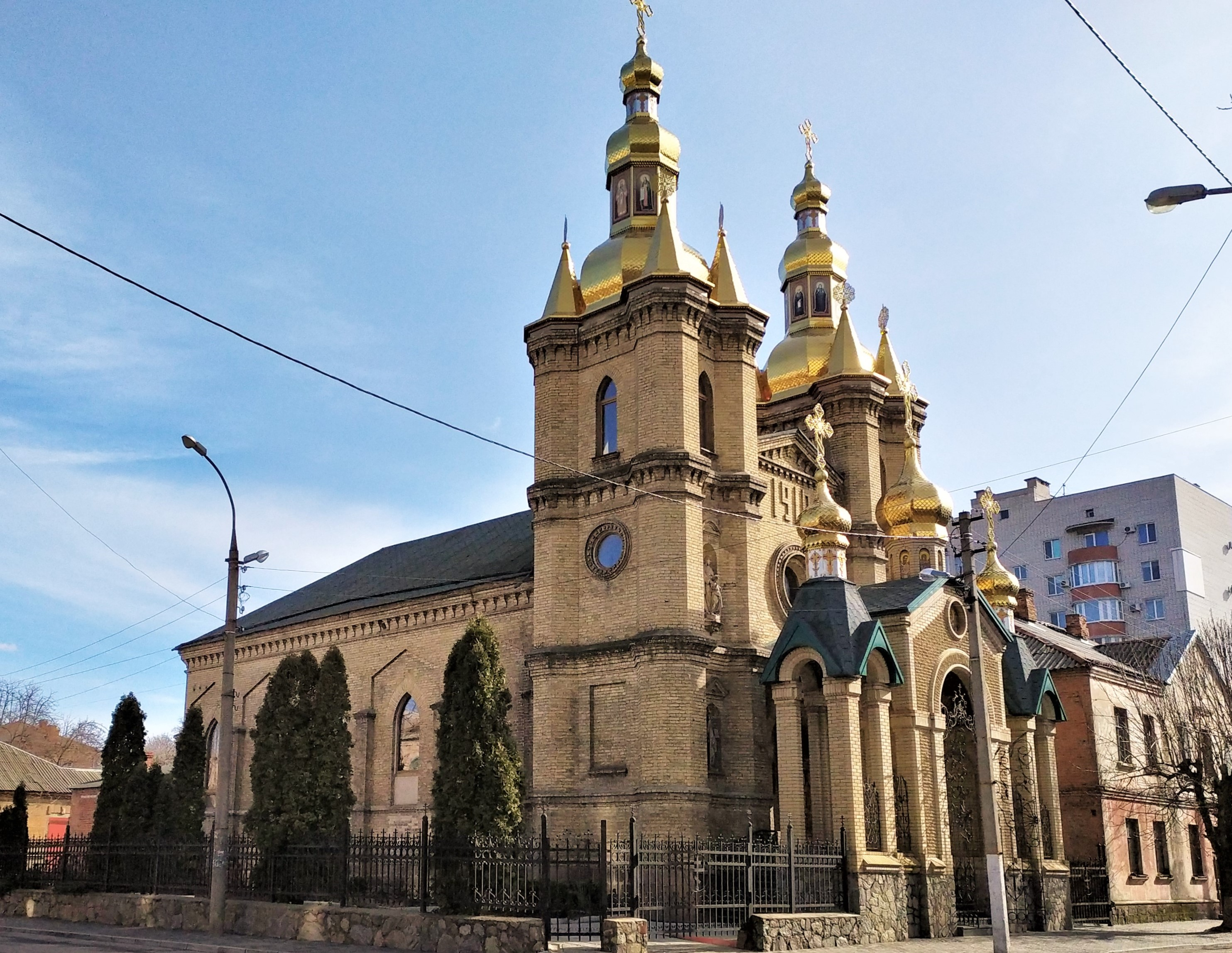
Свято-Миколаївська церква
Костел святого Йосифа
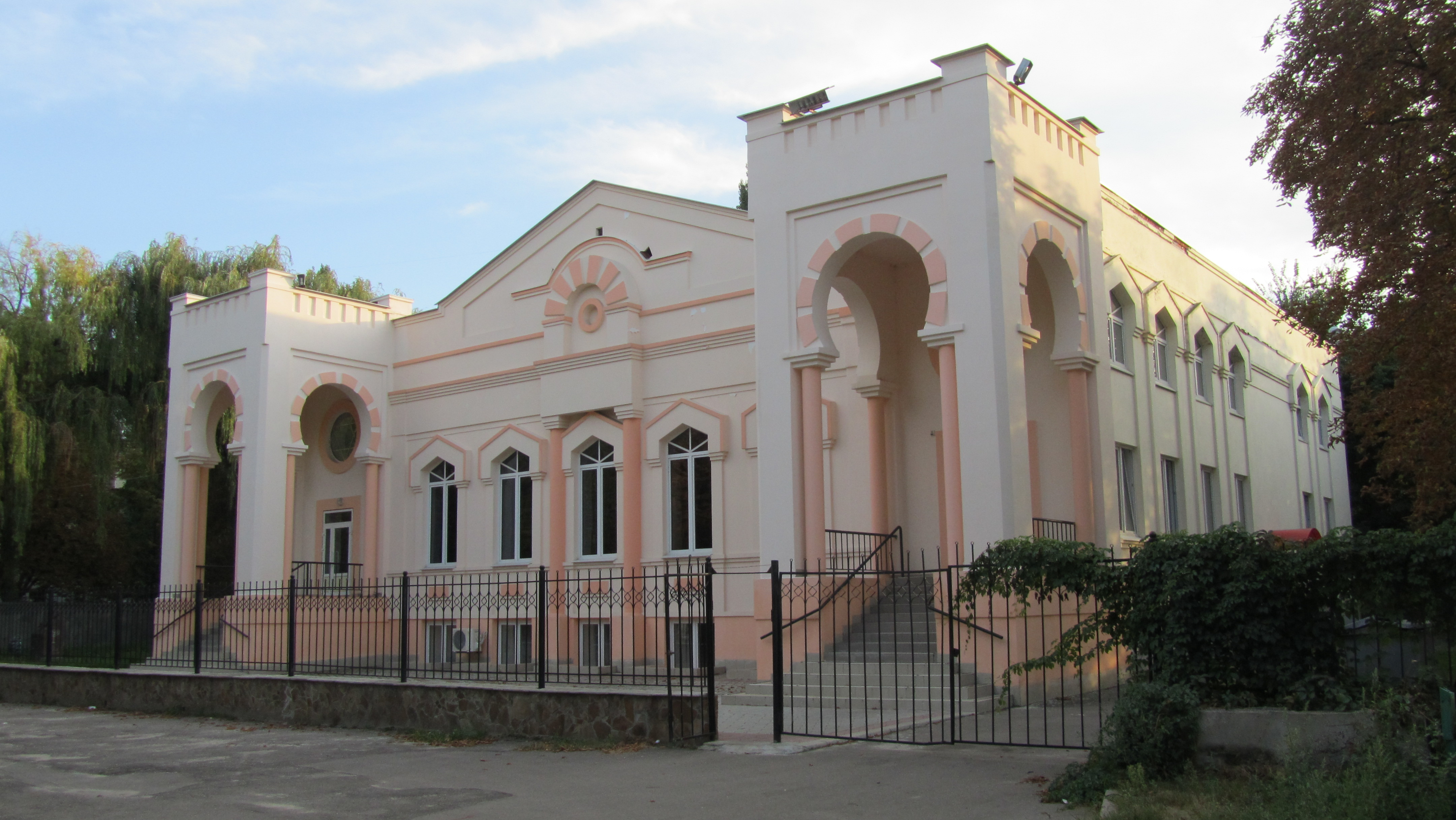
Синагога

## Архітектура

### Основні споруди

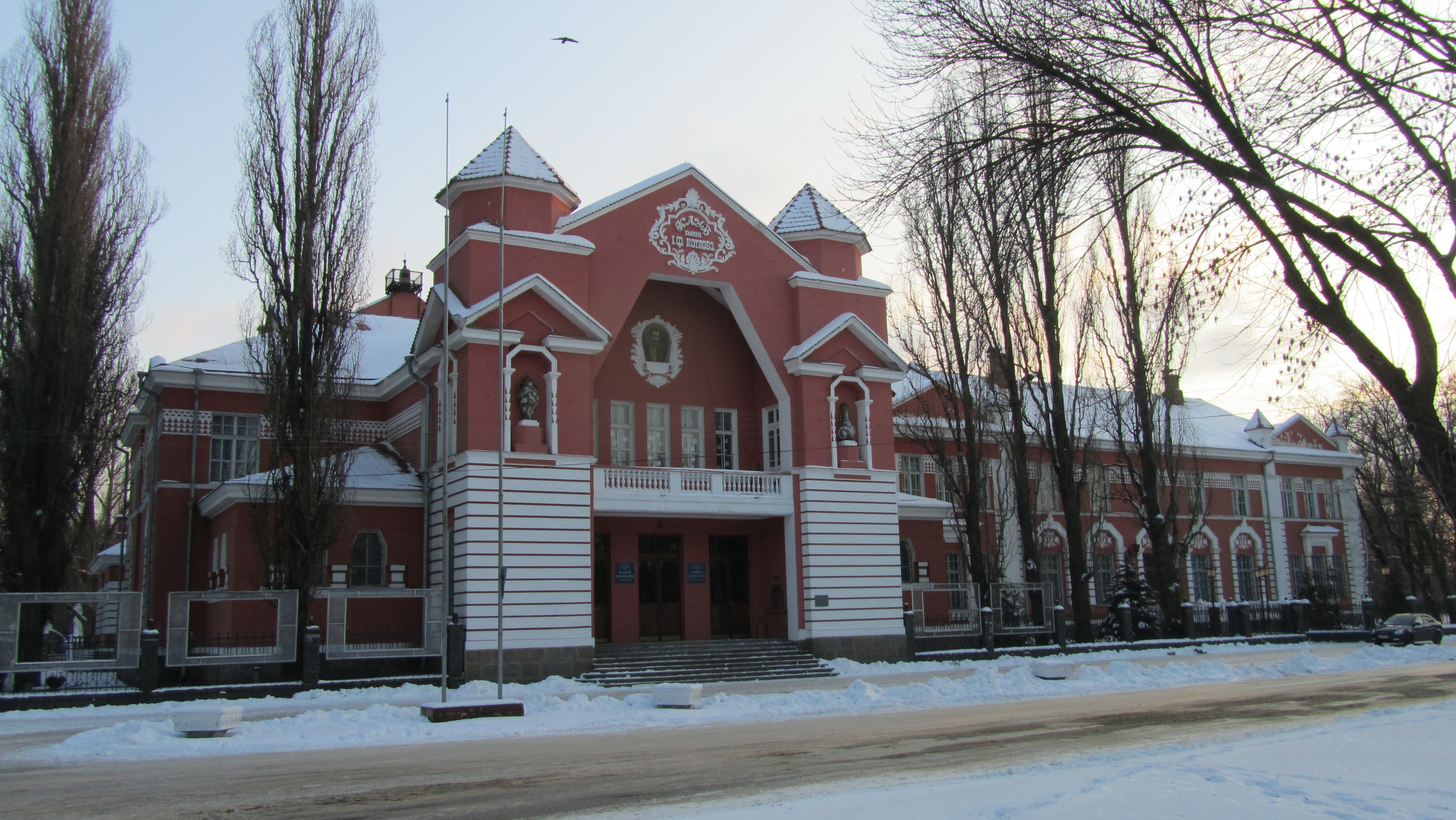
Клуб ім. І. Ф. Котлова в Крюкові.

Архітектура Кременчука сформувалась переважно у післявоєнний період оскільки під час війни було зруйновано майже всі будівлі, лишилось тільки 3 відсотки міського фонду
Зараз у місті лишилося лише 22 будинки, побудовані в дореволюційні та довоєнні часи. Серед них приміщення технікуму залізничного транспорту (1889 рік), будинок АКБ «Укрсоцбанк» (1900—1903 рр.), Успенська церква (1871), будівлі колишніх готелів «Вікторія» та «Пальміра» на вул. Лейтенанта Покладова тощо.
Задля збереження пам'яток архітектури, 10 квітня 2003 року на XI сесії міської ради IV скликання було затверджено «Перелік пам'яток культурної спадщини міста Кременчука», до якого ввійшло:
- 57 пам'яток архітектури та містобудування
- 21 будівля, пов'язана з важливими історичними подіями та діяльністю відомих осіб

Серед них два пам'ятники архітектури республіканського значення — клуб ім. І. Ф. Котлова та Будинок для спостереження за рухом суден по Дніпру.

### Пам'ятники, меморіальні дошки та пам'ятні знаки
та Меморіальні дошки Кременчука
Кременчук багатий на пам'ятники та меморіальні дошки. Їх можна умовно поділити на декілька категорій:
- встановлені визначним людям та подіям, важливим для України: пам'ятник Тарасові Шевченку, пам'ятний знак 10-й річниці Незалежності України, пам'ятний знак Жертвам голодомору 1932—1933 років, пам'ятний знак Жертвам Чорнобиля, пам'ятний знак Жертвам сталінських репресій, Алея пам'яті загиблим на виробництві;

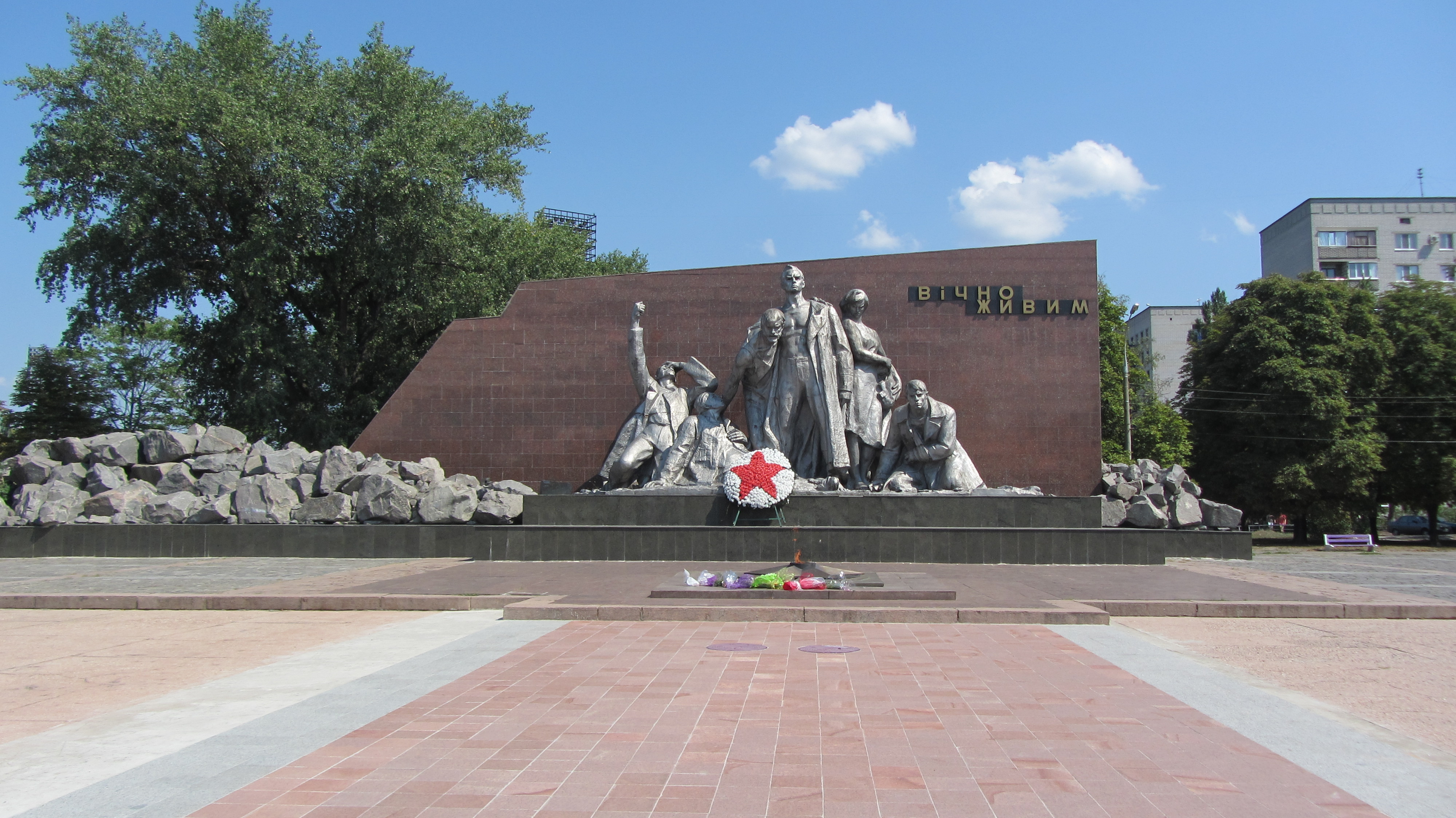
Меморіал «Вічно живим».

- жертвам війн та воїнам Радянсько-німецької війни та Війні в Афганістані 1979—1989: «Вічно живим», На афганській стежині, Пам'ятна алея Героям Радянського Союзу;
- людям та подіям, що стосуються життя Кременчука: стела на честь 400-річчя Кременчука, пам'ятник Щуці з Кременчука, пам'ятна дошка Халаменюку О. Й., меморіальна дошка Федько В. Т., меморіальна дошка Приходьку І. М., меморіальна дошка Маслову В. Є.;
- людям, що проживали або навчалися у Кременчуці: пам'ятник Макаренку, меморіальна дошка Леонову О. А., меморіальна дошка Майбороді Г. І., меморіальна дошка Головку А. В., меморіальна дошка Докучаєву В. В. та Вернадському В. І.;
- подіям і діячам радянського періоду: пам'ятник комсомольцям 20-30-х років (Кременчук), пам'ятник Матросам Дніпровської флотилії.

Під час затвердження «Переліку пам'яток культурної спадщини міста Кременчука» на XI сесії міської ради IV скликання від 10 квітня 2003 року було затверджено 72 пам'ятки монументального мистецтва, 42 братські могили та окремі поховання відомих людей. На той час на обліку і під охороною держави знаходилась 201 пам'ятка.
З прийняттям закону «Про охорону культурної спадщини» в місті стали більше приділяти уваги історичному надбанню, почали з'являтись нові пам'ятники. В період з 2000 по 2008 рік у Кременчуці встановлено і взято на облік 16 нових пам'ятників, меморіальних дощок та пам'ятних знаків.

## Засоби масової інформації

### Телебачення
- «Візит»

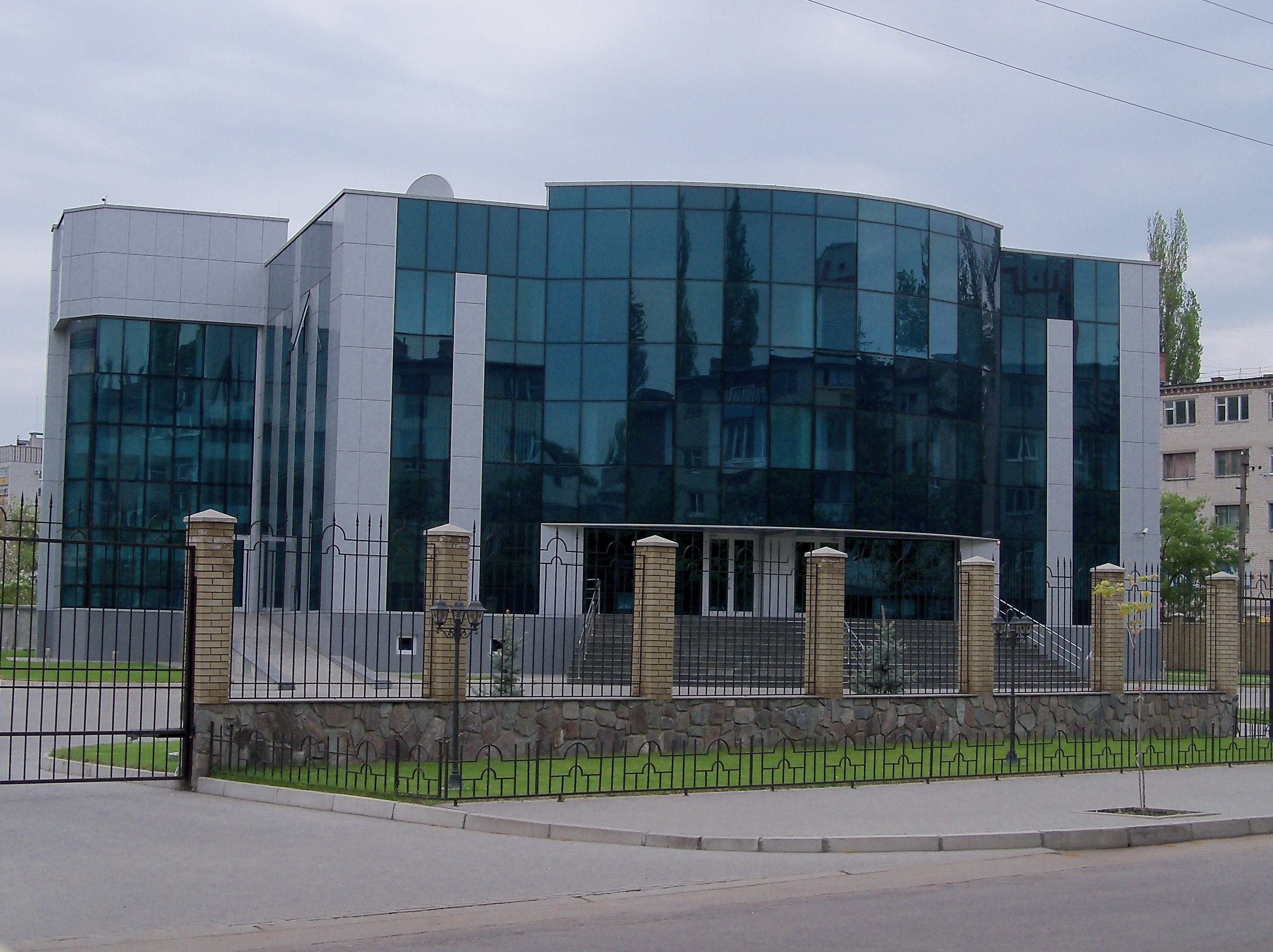
Телекомпанія «Візит».

- Кременчуцьке Громадське Телебачення
- Кременчуцька міська телерадіокомпанія

### FM-радіостанції
| №п/п | Частота, МГц | Назва                                           | Логотип | Юридична особа | Ліцензія | Інтернет мовлення, Мовлення (Регіони) | Потужність, кВт | Адреса вежі               | Передавач  | RDS |
| ---- | ------------ | ----------------------------------------------- | ------- | -------------- | -------- | ------------------------------------- | --------------- | ------------------------- | ---------- | --- |
| 1    | 92.3         | «Radio ROKS»                                    |         |                |          | Radio ROKS (Кременчук)                | 0.25            | вул. Керченська 7-А       | ПП «Візит» | ROKS / KREMENCH / EMENCHUK / REKLAMA / NA RADIO / 073-903 / -000-1 / 92.3MHz ***** Rock Music + RT: ROKS KREMENCHUK REKLAMA NA RADIO 073-903-000-1 ***** PI Code: 62E4 |
| 2    | 93.4         | «Radio Relax»                                   |         |                |          | Radio Relax (Кременчук)               | 0.25            | вул. Керченська 7-А       | ПП «Візит» | RELAX FM / REKLAMA / NA RADIO / 073-903 / -000-1 / 93.4MHz / KREMENCHUK ***** Pop Music ***** PI Code: 62E6 + AF                                                       |
| 3    | 96.6         | «Радіо Промінь»                                 |         |                |          |                                       | 0.5             | вул. Вадима Пугачова 14-л |            | UA:RADIO / PROMIN + RT: UA: Radio Promin ***** PI Code: 6272 |
| 4    | 97.9         | «Радіо М»                                       |         |                |          |                                       | 0.5             | вул. Вадима Пугачова 14-л |            | radiom ***** Oldies music ***** PI Code: 6000 |
| 5    | 98.8         | «Kiss FM»                                       |         |                |          | Kiss FM (Кременчук)                   | 0.2             | вул. Керченська 7-А       | ПП «Візит» | KISSFM / REKLAMA / NA RADIO / 073-903 / -000-1 / 98.8MHz / KREMENCH / EMENCHUK ***** Other Music + PI Code: 62E2 + AF                                                  |
| 6    | 99.6         | «Радіо Культура»                                |         |                |          |                                       | 0.25            | вул. Вадима Пугачова 14-л |            | |
| 7    | 100.9        | «Українське радіо» / «Українське радіо Полтава» |         |                |          |                                       | 1               | вул. Керченська 7-А       | ПП «Візит» | |
| 8    | 101.7        | «Люкс FM»                                       |         |                |          |                                       | 0.1             | вул. Керченська 7-А       | ПП «Візит» | RADIO / LUX FM / 101.7 / REKLAMA / 066-3911 / -595 ***** Pop Music ***** PI Code: 1047 + AF                                                                            |
| 9    | 102.1        | «Автохвиля» / «Авторадіо»                       |         |                |          |                                       | 0.5             | вул. Вадима Пугачова 14-л |            | AVTOHVYLIA REKLAMA "MOA" 067-707-05-25 (dynamic) / дата / час ***** Pop Music + RT: AVTOHVYLIA 102.1 FM REKLAMA "MOA" tel.:067-707-05-25 + PI Code: 62F1 + AF          |
| 10   | 102.5        | «Перець FM»                                     |         |                |          |                                       | 0.5             | вул. Вадима Пугачова 14-л |            | |
| 11   | 103.5        | «Мелодія FM»                                    |         |                |          | Мелодія FM (Кременчук)                | 1               | вул. Керченська 7-А       | ПП «Візит» | MELODIA / KREMENCH / EMENCHUK / REKLAMA / NA RADIO / 073-903 / -000-1 / 103.5MHz ***** None ***** PI Code: 62E5                                                        |
| 12   | 103.9        | «Радіо Байрактар»                               |         |                |          | Радіо Байрактар (Кременчук)           | 1               | вул. Керченська 7-А       | ПП «Візит» | BAIRAKTAR ***** PI Code: 62E3 |
| 13   | 104.3        | «Хіт FM»                                        |         |                |          | Хіт FM (Кременчук)                    | 0.1             | вул. Керченська 7-А       | ПП «Візит» | RADIO / HIT-FM / TELEFON / REKLAMA / 74-00-00 / дата / час / - - - - ***** other music + RT: HIT-FM RADIO KREMENCHYG TELEFON 74-00-00 ***** PI Code: 62E1 + MS + AF    |
| 14   | 104.9        | «Шлягер FM»                                     |         |                |          |                                       | 0.1             | вул. Вадима Пугачова 14-л |            | SHLAGER ***** Pop Music + RT: Shlager - Reklama 097 2369 000 - shlager.fm ***** PI Code: 62D8                                                                          |
| 15   | 105.4        | «Наше радіо»                                    |         |                |          | Наше радіо (Кременчук)                | 0.5             | вул. Керченська 7-А       | ПП «Візит» | |
| 16   | 106.0        | «NRJ»                                           |         |                |          |                                       | 0.5             | вул. Вадима Пугачова 14-л |            | RADIO NRJ 106 FM REKLAMA "MOA" 067-707-05-25 (dynamic) + RT: RADIO NRJ 106.0 FM REKLAMA "MOA" tel.:067-707-05-25 ***** PI Code: 6702                                   |
| 17   | 106.6        | «Радіо НВ»                                      |         |                |          |                                       | 0.2             | вул. Вадима Пугачова 14-л |            | RADIO NV KREMENCHUG (рухомий рядок) ***** News + RT: RADIO NV KREMENCHUG EFIR: +380442370353 REKLAMA: +380067707052 ***** PI Code: 62D3 + AF                           |
| 18   | 107.0        | «DJFM»                                          |         |                |          |                                       | 0.5             | вул. Вадима Пугачова 14-л |            | DJFM ***** Pop Music + RT: DJFM - Reklama 067 707 05 25 - djfm.ua |
| 19   | 107.7        | «Радіо П'ятниця»                                |         |                |          |                                       | 0.25            | вул. Керченська 7-А       | ПП «Візит» | |

До міських радіокомпаній, у яких є студії, а не лише ретранслятор належать:
- міська телерадіокомпанія з 2003 року (з 1967 року працювала, як радіокомпанія);
- «Відкрите радіо» з 2006 року;
- «Мелодія FM» з 2011 року;
- «Авторадіо» з 2005 року;
- «NRJ Кременчук» з 1999 року.

### Друковані
- AVтограф
- Вісник Кременчука
- Для дому і сім'ї
- Кременчуцька Панорама
- Кременчуцький ТелеграфЪ
- Кремінь
- Програма Плюс
- Приватна газета

## Особистості
В різні часи Кременчук відвідували Тарас Шевченко (1843), Іван Котляревський (1818), Микола Лисенко, Микола Гоголь (1828), Олександр Пушкін (1820, 1824), Катерина II (1787). Підготовкою до її приїзду займався князь Григорій Потьомкін. Під час російсько-турецької війни 1787—1792 рр. місто відвідували полководці Олександр Суворов та Михайло Кутузов. Суворов командував Кременчуцькою дивізією. Тяжко поранений у Кінбурзькому бою, він всю зиму і весну 1788 року лікувався в кременчуцькому госпіталі.
Колишній президент України Віктор Янукович відбував покарання у Кременчуцькій виховній колонії впродовж 6—7 місяців..

### Народилися

Меморіальна дошка встановлена на будівлі колишнього реального училища, де навчався письменник А. В. Головко.

Меморіальна дошка встановлена на будівлі колишнього індустріального технікуму, де навчався композитор Г. І. Майборода (1928—1931).

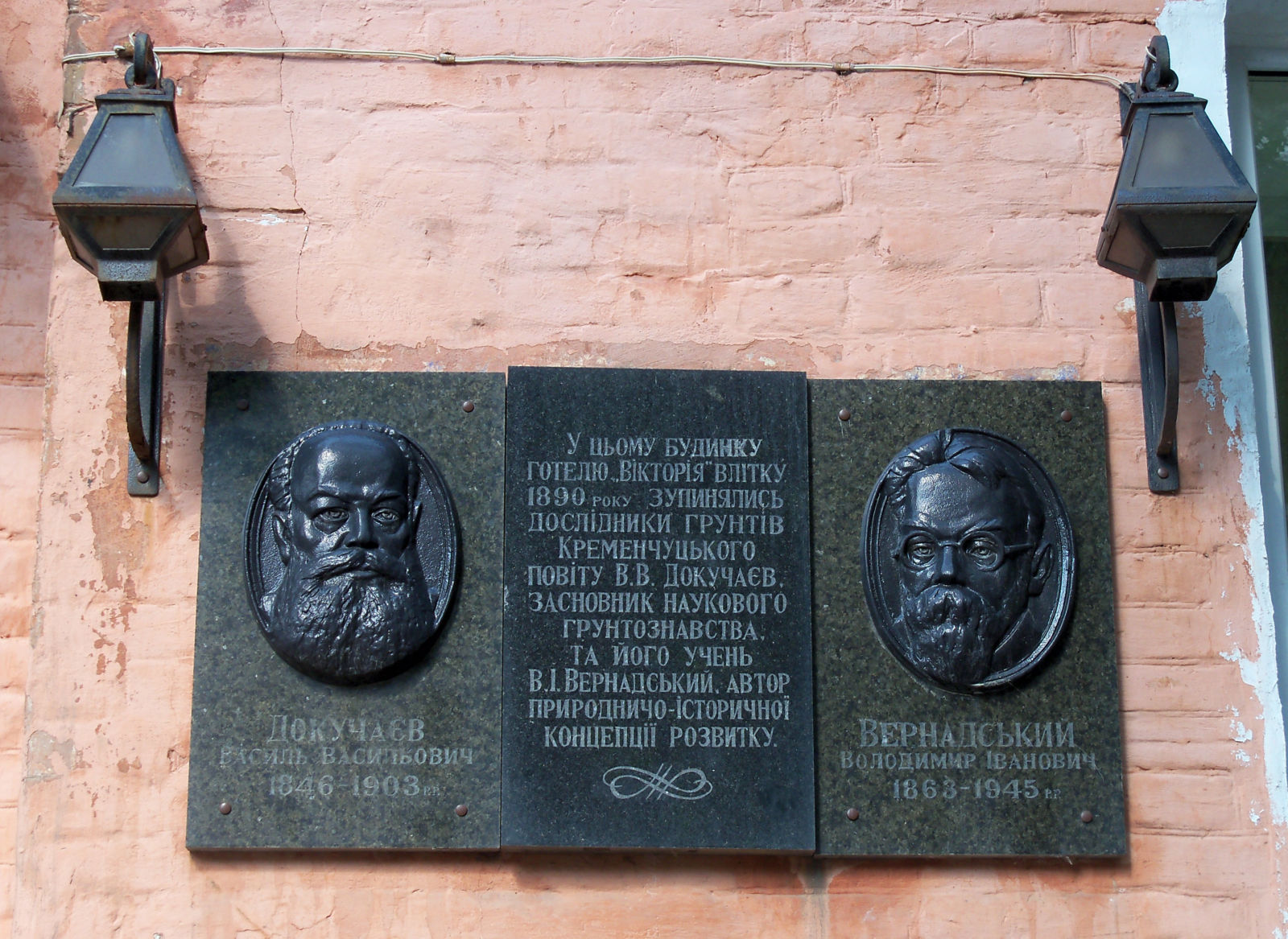
Меморіальна дошка встановлена на честь В. В. Докучаєва та В. І. Вернадського, які зупинялися у 1890 році в будинку колишнього готелю «Вікторія» під час дослідження ґрунтів Кременчуцького повіту.

У місті народились багато відомих та обдарованих людей, серед них:
Детальніше: Категорія:Уродженці Кременчука
літератори та мовознавці:
- Вишневський Давид Кельманович — письменник
- Дончик Віталій Григорович — літературознавець, академік
- Житецький Павло Гнатович — мовознавець
- Козакевич Еммануїл Генрихович — письменник
- Мусієнко Дмитро Михайлович — український сценарист, кінокритик
- Литвин А. — письменник
- Чичибабін Борис Олексійович — письменник
- Гнатко Дарина (Іргізова Юлія Геннадіївна) — письменниця

художники, скульптори, архітектори:
- Блох Леонора Абрамівна — українська скульптор.
- Воловик Лазар Йосипович — живописець, художник театру та кіно.
- Грицевський Борис Петрович — український радянський архітектор.
- Заїченко Іван Романович — український радянський архітектор.
- Карпов Борис Миколайович — живописець, графік.
- Ковтурман Костянтин Кононович — графік.
- Литовченко Олександр Дмитрович — український історичний живописець
- Мане-Кац — французький та ізраїльський живописець і скульптор
- Конрад Кжижановський — художник
- Юзефович Наталія Володимирівна — українська художниця
- Ражба Яків — скульптор-монументаліст
- Рєзниченко Абрам Ісакович — український графік
- Крендовський Євграф Федорович — художник
- Харків Олекса — український маляр-монументаліст і графік
- Віктор Мусі — сучасний французькій художник живописець
- Логвин Юрій Григорович — український художник-графік та письменник
- Ганна Коломоєць, також знана як Anna K — українська дизайнерка одягу

актори, режисери:
- Дудка Сергій Михайлович — кінорежисер
- Сагайдачний Юрій Мусійович (справжнє прізвище — Шворінь) (1867—1917) — український актор і антрепренер

композитори, музиканти:
- Віленський Ілля Аркадійович — композитор, музично-громадський діяч.
- Вінницький Омелян Маркович — диригент.
- Колачевський Михайло Миколайович — композитор.
- Лео Орнстайн — композитор.
- Радій Радутний — письменник.
- Олег Рябов — диригент.
- Тьомкін Дмитро — композитор, чотириразовий лауреат премії «Оскар».

науковці:
- Балабан Віра Григорівна — лікарка-педіатр, педагог, доктор медичних наук
- Бобирєва Марія Максимівна — український мовознавець
- Вітебський Яків Давидович — доктор медичних наук, заслужений лікар РРФСР.
- Герасимович Борис Петрович — астрофізик
- Котляревський Олександр Олександрович — етнограф, філолог, славіст
- Коломоєць Віктор Іванович (1941—2017) — раціоналізатор, кавалер ордена Трудової Слави, ветеран праці.
- Самсон Олена Іларіонівна — медик, професор
- Супруненко Петро Михайлович — механік, академік
- Флейшиць Катерина Абрамівна — правознавець, доктор юридичних наук, перша жінка-адвокат Російської імперії
- Шарлемань Микола Васильович — зоолог

військові:
- Печерський Олександр Аронович
- Воскобойніков Микола Порфирович — старшина Дієвої армії УНР
- Нагнибіда Іван Лукич — підполковник Армії УНР.[145]
- Петрусь Яків Самойлович — підполковник Армії УНР.[146]
- Калинович Іван Олександрович — підполковник Армії УНР.[147]
- Готліб Емануїл Давидович — Герой Радянського Союзу
- Вашура Микола Васильович (1977—2016) — старший сержант Збройних сил України, учасник російсько-української війни[148]
- Довбня Олег Олександрович (1993—2016) — солдат Збройних сил України, учасник російсько-української війни.
- Молочников Микола Мусійович — Герой Радянського Союзу
- Приходько Петро Сергійович — Герой Радянського Союзу
- Таптунов Юрій Іванович — Герой Радянського Союзу
- Ткаченко Ілля Іванович — Герой Радянського Союзу
- Душа Станіслав Леонідович (1983—2015) — старший лейтенант Збройних сил України, учасник російсько-української війни.
- Пугач Ігор Олександрович (1979—2022) — майор Збройних сил України, учасник російсько-української війни. Герой України (посмертно).

політики, громадські та релігійні діячі:
- Кугій Павло Якович (1876—?) — учасник революції 1905 року та Української революції 1917—1921 років. Директор департаменту постачання Міністерства шляхів Ради Народних Міністрів УНР
- Литовченко Роман Демидович (1884—?) — провідний діяч революційного руху на Шосткинському пороховому заводі. Учасник першого терористичного акту у Шостці, каторжанин, за часів Української Держави — керівник українського військового загону, військовий РСЧА
- Йона Київський (в миру Іван Мірошниченко) — православний святий та чудотворець XIX століття.
- Єгошуа Ханкін — піонер сіоністського руху на Близькому Сході

спортсмени:
- Коломоєць Лариса Вікторівна (* 1972) — радянська, українська легкоатлетка, майстер спорту СРСР.
- Льопа Дмитро Сергійович — український футболіст
- Пояцика Денис Юрійович — український боксер, чемпіон Європи 2006 року
- Безус Роман Анатолійович — український футболіст
- Махно Інна Юріївна (* 1994) — українська пляжна волейболістка; чемпіонка України.
- Махно Ірина Юріївна (* 1994) — українська пляжна волейболістка; чемпіонка України.
- Горбуля Олександр Олександрович (1990- н.в.) — український легкоатлет; чемпіон міста Кременчука

### Проживали
Відомих людей, що мешкають або мешкали у місті можна поділити на дві групи: ті, що навчалися у Кременчуці та ті, що працювали.
Детальніше: Категорія:Персоналії:Кременчук
навчались:
- Головко Андрій Васильович — український письменник
- Кацай Олексій Опанасович — український поет, прозаїк
- Левенець Юрій Анатолійович — український історик і політолог, фахівець у галузі етнополітології, академік Національної академії наук України (2009), доктор політичних наук (2001).
- Леонов Олексій Архипович — радянський космонавт, перша людина, яка вийшла у відкритий космос
- Майборода Георгій Іларіонович — український композитор
- Макаренко Антон Семенович — український та радянський педагог і письменник

працювали:
- Вернадський Володимир Іванович — основоположник геохімії, біогеохімії, автор теорії ноосфери, філософ, мислитель
- Моісєєнко Ігор Олексійович — поет, прозаїк, публіцист, лауреат державних та міжнародних літературно-мистецьких премій, автор вперше науково обґрунтованого формулювання Української національної ідеї
- Докучаєв Василь Васильович — природознавець
- Утьосов Леонід Осипович — радянський артист естради, співак і кіноактор
- Матковський Григорій Гнатович — театральний актор і режисер, антрепренер, педагог, головний режисер київського театру «Соловцов»
- Степаненко Микола Іванович — український політичний і громадський діяч, письменник-публіцист, дослідник, скульптор
- Кисельов Володимир Вікторович — український легкоатлет, олімпійський чемпіон
- Мкртчян Наталя В'ячеславівна  — сучасна українська художниця, живописець
- Харченко (Харч) Олег Володимирович (1988—1998) — український художник сучасного мистецтва, живописець, медіа-художник, колажист, перформер. Учасник багатьох міжнародних і національних мистецьких проектів.
- Гугнін Микола Павлович — Герой Радянського Союзу
- Шпаковський Сергій Петрович — Герой Радянського Союзу
- Корольов Йосип Дмитрович — Герой Радянського Союзу
- Циплухін Микола Дмитрович — Герой Радянського Союзу
- Конюхов Сергій Семенович — Герой Радянського Союзу
- Чижов Василь Пахомович — Герой Радянського Союзу
- Ольбрахт Кросновський — староста (1638), стольник кам'янецький[149]
- Парнета Михайло Павлович — хірург, заслужений лікар України, почесний громадянин Кременчука.

## Використання назви міста
У місті є однойменні автобусна та залізнична станції. Також багато підприємств міста у своїй назві використовують топонім «Кременчук» (наприклад, Кременчукм'ясо) або похідне від нього «кременчуцький» (наприклад, Кременчуцький автомобільний завод, Кременчуцький завод дорожніх машин та інші). Окрім підприємств, прикметник «кременчуцький» входить до назв установ освіти, міських та районних органів влади (Кременчуцький національний університет імені Михайла Остроградського, Кременчуцька районна рада), адміністративно-територіальних формувань та місцевостей, центром яких був Кременчук (Кременчуцький район, Кременчуцька губернія, Кременчуччина). Назви Кременчуцьких також отримали створені поряд водосховище та гідроелектростанція.

Теплохід Кременчук.

На честь Кременчука названо декілька вулиць (у Полтаві та Кропивницькому).
12 липня 2001 року було створено регіональний ландшафтний парк Кременчуцькі плавні.
7-и військовим з'єднанням і частинам, що відзначились у боях за Кременчук під час війни було присвоєно назву Кременчуцьких:
- 6-та гвардійська повітряно-десантна дивізія (СРСР)
- 107-й Кременчуцький реактивний артилерійський полк
- 214-та Кременчуцька стрілецька дивізія
- 233-тя Кременчуцька стрілецька дивізія
- 219-та Кременчуцька танкова бригада
- 469-й Кременчуцький мінометний полк
- 308-й Кременчуцький мінометний полк
- 1902-й Кременчуцький самохідний артилерійський полк

На честь Кременчука названо кораблі: Кременчук (пароплав), Контейнеровозтеплохід, корвет, а також два суховантажних теплохіда, танкер, сейнер, та МБАК ВМС України Названі ім'ям Кременчук [Архівовано 11 липня 2013 у Wayback Machine.].
Щоб показати приналежність до Кременчука окрім назви самого міста, використовується слово кремінь як можливе похідне топоніма Кременчук (футбольна команда, газета, готель).

## Кременчук у культурі
У творі Іллі Ільфа та Євгена Петрова Кременчук згадується як місто, у якому провів дитинство Остап Бендер: 
|  | "Я бідний студент, я заочник. У мене грошей немає! Убоге дитинство в Кременчуці! Дядько грудьми мене вигодував!" |

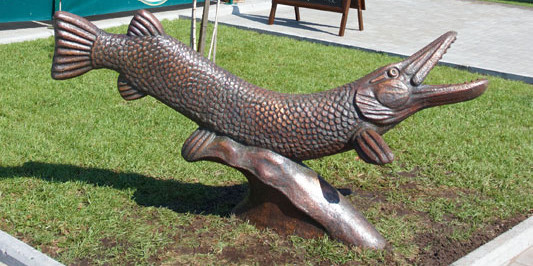
Пам'ятний знак кременчуцькій щуці у Придніпровському парку.

Тарас Шевченко, перебуваючи у місті, записав у своїх нотатках народну пісню «Пливе щука з Кременчука».
 Пливе щука з Кременчука,
 Пливе собі стиха,
 Хто не знає закохання,
 Той не знає лиха.
 Пливе щука з Кременчука,
 Луска на їй сяє,
 Хто не знає закохання,
 Той щастя не має.
1958 року на місці руїн заводу Ямпольського (на початку сучасної вул. Гоголя, біля Дніпра) Марлен Хуцієв знімав окремі епізоди фільму «Два Федора».
29 вересня 2021 року відбулося спецпогашення поштових марок № 1955 «м. Бахмут, Донецька обл.» та № 1956 «м. Кременчук, Полтавська обл.» (дев'ятий випуск стандартних поштових марок з серії «Герби міст, селищ та сіл України»). Процедура спецпогашення відбувалася одночасно у поштових відділеннях Укрпошти у Києві («КИЇВ-01001»), Бахмуті («84511») та Кременчуку («39600») спеціальними штемпелями «Перший день» (ШПД № 897, № 898 та № 899). Окрім марок також було випущено спеціальний конверт з мапою України та позначенням територій Донецької та Полтавської областей, географічного положення міст Бахмут та Кременчук, а також відображенням гербів обидвох міст.

## Цікаві факти
- У Кременчуці до Другої світової війни серед міщан найбільшу частку становило єврейське населення. Так на 1 жовтня 1928 року, у місті проживало 64 180 людей, у тому числі: 46 % — євреїв, 43,9 % — українців та 8,3 % — росіян.[69]
- 14 червня 1975 року у будинку № 2 по вулиці 1905 року проживав Володимир Висоцький. Зберігся запис його невеликого домашнього концерту для молоді Кременчука зроблений за цією адресою. На будинку встановлена меморіальна дошка.

## Міста-побратими
Побратимами Кременчука::
- Алітус, Литва
- Бердянськ, Україна
- Бидгощ, Польща
- Біла Церква, Україна
- Бітола, Північна Македонія
- Веньчжоу, Китайська Народна Республіка
- Коломия, Україна
- Клермон-Ферран, Франція
- Михайлівці, Словаччина
- Провіденс, США
- Рішон-ле-Ціон, Ізраїль
- Свиштов, Болгарія
- Сідоарджо, Індонезія
- Снина, Словаччина
- Тюбінген, Німеччина
- Цзяюйгуань, Китайська Народна Республіка

Кременчук розглядає встановлення побратимських відносин із чеським містом Чеські Будейовиці.